# Lista de asteroides (210001-211000)
Esta é uma lista parcial de asteroides, do asteroide número 210001 até o 211000, inclusive. Veja também o índice com todas as listas disponíveis.

| Objeto Próximos à Terra | Cinturão de asteroides (interno) | Cinturão de asteroides (externo) | Centauro       |
| Cruzador de Marte       | Cinturão de asteroides (meio)    | Troianos de Júpiter              | Transnetuniano |

Veja mais dados de cada asteroide na ligação externa para o Minor Planet Center na última coluna.
Índice: 210001... 210101... 210201... 210301... 210401... 210501... 210601... 210701... 210801... 210901... 

## 210001–210100
| Designação              | Designação | Descoberta  | Descoberta           | Descobridor(es)       | Categoria | Mais informações / Referência |
| Permanente              | Provisória | Data        | Local                | Descobridor(es)       | Categoria | Mais informações / Referência |
| ----------------------- | ---------- | ----------- | -------------------- | --------------------- | --------- | ----------------------------- |
| 210001                  | 2006 JV27  | 2 mai 2006  | Mount Lemmon         | Mount Lemmon Survey   | —         | MPC                           |
| 210002                  | 2006 JE29  | 3 mai 2006  | Kitt Peak            | Spacewatch            | —         | MPC                           |
| 210003                  | 2006 JT42  | 2 mai 2006  | Kitt Peak            | Spacewatch            | —         | MPC                           |
| 210004                  | 2006 JN43  | 5 mai 2006  | Kitt Peak            | Spacewatch            | —         | MPC                           |
| 210005                  | 2006 JH44  | 6 mai 2006  | Kitt Peak            | Spacewatch            | —         | MPC                           |
| 210006                  | 2006 JG51  | 2 mai 2006  | Mount Lemmon         | Mount Lemmon Survey   | —         | MPC                           |
| 210007                  | 2006 JA53  | 6 mai 2006  | Kitt Peak            | Spacewatch            | —         | MPC                           |
| 210008                  | 2006 JW53  | 7 mai 2006  | Mount Lemmon         | Mount Lemmon Survey   | Mitidika  | MPC                           |
| 210009                  | 2006 JB58  | 5 mai 2006  | Mount Lemmon         | Mount Lemmon Survey   | —         | MPC                           |
| 210010                  | 2006 KO    | 16 mai 2006 | Palomar              | NEAT                  | —         | MPC                           |
| 210011                  | 2006 KT    | 18 mai 2006 | Palomar              | NEAT                  | Mitidika  | MPC                           |
| 210012                  | 2006 KT1   | 21 mai 2006 | Catalina             | CSS                   | —         | MPC                           |
| 210013                  | 2006 KF9   | 19 mai 2006 | Mount Lemmon         | Mount Lemmon Survey   | —         | MPC                           |
| 210014                  | 2006 KO10  | 19 mai 2006 | Mount Lemmon         | Mount Lemmon Survey   | —         | MPC                           |
| 210015                  | 2006 KS11  | 19 mai 2006 | Palomar              | NEAT                  | —         | MPC                           |
| 210016                  | 2006 KF22  | 19 mai 2006 | Mount Lemmon         | Mount Lemmon Survey   | —         | MPC                           |
| 210017                  | 2006 KO32  | 20 mai 2006 | Kitt Peak            | Spacewatch            | Mitidika  | MPC                           |
| 210018                  | 2006 KR38  | 20 mai 2006 | Anderson Mesa        | LONEOS                | —         | MPC                           |
| 210019                  | 2006 KL41  | 19 mai 2006 | Mount Lemmon         | Mount Lemmon Survey   | —         | MPC                           |
| 210020                  | 2006 KV42  | 20 mai 2006 | Kitt Peak            | Spacewatch            | —         | MPC                           |
| 210021                  | 2006 KZ50  | 21 mai 2006 | Kitt Peak            | Spacewatch            | —         | MPC                           |
| 210022                  | 2006 KD60  | 22 mai 2006 | Kitt Peak            | Spacewatch            | —         | MPC                           |
| 210023                  | 2006 KZ64  | 23 mai 2006 | Catalina             | CSS                   | —         | MPC                           |
| 210024                  | 2006 KJ67  | 24 mai 2006 | Mount Lemmon         | Mount Lemmon Survey   | —         | MPC                           |
| 210025                  | 2006 KP82  | 25 mai 2006 | Kitt Peak            | Spacewatch            | —         | MPC                           |
| 210026                  | 2006 KH97  | 25 mai 2006 | Kitt Peak            | Spacewatch            | —         | MPC                           |
| 210027                  | 2006 KY113 | 22 mai 2006 | Siding Spring        | SSS                   | —         | MPC                           |
| 210028                  | 2006 KP121 | 27 mai 2006 | Catalina             | CSS                   | —         | MPC                           |
| 210029                  | 2006 LD2   | 5 jun 2006  | Socorro              | LINEAR                | —         | MPC                           |
| 210030 Taoyuan          | 2006 MF13  | 24 jun 2006 | Lulin Observatory    | T.-C. Yang, Q.-z. Ye  | —         | MPC                           |
| 210031                  | 2006 MP14  | 30 jun 2006 | Lulin Observatory    | Q.-z. Ye              | —         | MPC                           |
| 210032 Enricocastellani | 2006 OC    | 16 jul 2006 | Vallemare di Borbona | V. S. Casulli         | —         | MPC                           |
| 210033                  | 2006 OT1   | 17 jul 2006 | Reedy Creek          | J. Broughton          | —         | MPC                           |
| 210034                  | 2006 OU3   | 21 jul 2006 | Mount Lemmon         | Mount Lemmon Survey   | —         | MPC                           |
| 210035 Jungli           | 2006 OG5   | 18 jul 2006 | Lulin Observatory    | H.-C. Lin, Q.-z. Ye   | —         | MPC                           |
| 210036                  | 2006 OC8   | 20 jul 2006 | Palomar              | NEAT                  | —         | MPC                           |
| 210037                  | 2006 OY8   | 20 jul 2006 | Palomar              | NEAT                  | —         | MPC                           |
| 210038                  | 2006 OO9   | 24 jul 2006 | Hibiscus             | S. F. Hönig           | —         | MPC                           |
| 210039                  | 2006 OG12  | 21 jul 2006 | Palomar              | NEAT                  | —         | MPC                           |
| 210040                  | 2006 OC13  | 21 jul 2006 | Socorro              | LINEAR                | Mitidika  | MPC                           |
| 210041                  | 2006 OP14  | 20 jul 2006 | Palomar              | NEAT                  | —         | MPC                           |
| 210042                  | 2006 OQ19  | 20 jul 2006 | Siding Spring        | SSS                   | —         | MPC                           |
| 210043                  | 2006 OV20  | 22 jul 2006 | Mount Lemmon         | Mount Lemmon Survey   | —         | MPC                           |
| 210044                  | 2006 OH21  | 21 jul 2006 | Mount Lemmon         | Mount Lemmon Survey   | —         | MPC                           |
| 210045                  | 2006 PL2   | 12 ago 2006 | Palomar              | NEAT                  | —         | MPC                           |
| 210046                  | 2006 PA6   | 12 ago 2006 | Palomar              | NEAT                  | —         | MPC                           |
| 210047                  | 2006 PE6   | 12 ago 2006 | Palomar              | NEAT                  | Brangane  | MPC                           |
| 210048                  | 2006 PM11  | 13 ago 2006 | Palomar              | NEAT                  | —         | MPC                           |
| 210049                  | 2006 PN12  | 13 ago 2006 | Palomar              | NEAT                  | Juno      | MPC                           |
| 210050                  | 2006 PF16  | 15 ago 2006 | Palomar              | NEAT                  | —         | MPC                           |
| 210051                  | 2006 PT19  | 13 ago 2006 | Palomar              | NEAT                  | —         | MPC                           |
| 210052                  | 2006 PM20  | 15 ago 2006 | Palomar              | NEAT                  | —         | MPC                           |
| 210053                  | 2006 PG21  | 15 ago 2006 | Palomar              | NEAT                  | —         | MPC                           |
| 210054                  | 2006 PV21  | 15 ago 2006 | Palomar              | NEAT                  | —         | MPC                           |
| 210055                  | 2006 PO23  | 12 ago 2006 | Palomar              | NEAT                  | Chloris   | MPC                           |
| 210056                  | 2006 PU23  | 12 ago 2006 | Palomar              | NEAT                  | —         | MPC                           |
| 210057                  | 2006 PT26  | 15 ago 2006 | Palomar              | NEAT                  | —         | MPC                           |
| 210058                  | 2006 PA27  | 15 ago 2006 | Palomar              | NEAT                  | Phocaea   | MPC                           |
| 210059                  | 2006 PW29  | 12 ago 2006 | Palomar              | NEAT                  | —         | MPC                           |
| 210060                  | 2006 PV37  | 13 ago 2006 | Palomar              | NEAT                  | Mitidika  | MPC                           |
| 210061                  | 2006 PJ39  | 14 ago 2006 | Palomar              | NEAT                  | —         | MPC                           |
| 210062                  | 2006 PD42  | 14 ago 2006 | Palomar              | NEAT                  | —         | MPC                           |
| 210063                  | 2006 PL43  | 13 ago 2006 | Palomar              | NEAT                  | —         | MPC                           |
| 210064                  | 2006 QW2   | 17 ago 2006 | Palomar              | NEAT                  | —         | MPC                           |
| 210065                  | 2006 QF3   | 17 ago 2006 | Palomar              | NEAT                  | —         | MPC                           |
| 210066                  | 2006 QK6   | 17 ago 2006 | Palomar              | NEAT                  | —         | MPC                           |
| 210067                  | 2006 QO6   | 17 ago 2006 | Palomar              | NEAT                  | —         | MPC                           |
| 210068                  | 2006 QP7   | 18 ago 2006 | Kitt Peak            | Spacewatch            | Phocaea   | MPC                           |
| 210069                  | 2006 QF9   | 19 ago 2006 | Kitt Peak            | Spacewatch            | —         | MPC                           |
| 210070                  | 2006 QK11  | 19 ago 2006 | Piszkéstető          | K. Sárneczky, Z. Kuli | —         | MPC                           |
| 210071                  | 2006 QF12  | 16 ago 2006 | Siding Spring        | SSS                   | —         | MPC                           |
| 210072                  | 2006 QN15  | 17 ago 2006 | Palomar              | NEAT                  | —         | MPC                           |
| 210073                  | 2006 QZ18  | 17 ago 2006 | Palomar              | NEAT                  | —         | MPC                           |
| 210074                  | 2006 QZ21  | 19 ago 2006 | Anderson Mesa        | LONEOS                | —         | MPC                           |
| 210075                  | 2006 QU22  | 19 ago 2006 | Palomar              | NEAT                  | —         | MPC                           |
| 210076                  | 2006 QU24  | 17 ago 2006 | Palomar              | NEAT                  | —         | MPC                           |
| 210077                  | 2006 QF25  | 18 ago 2006 | Anderson Mesa        | LONEOS                | —         | MPC                           |
| 210078                  | 2006 QH26  | 19 ago 2006 | Kitt Peak            | Spacewatch            | —         | MPC                           |
| 210079                  | 2006 QV27  | 20 ago 2006 | Palomar              | NEAT                  | —         | MPC                           |
| 210080                  | 2006 QU34  | 17 ago 2006 | Palomar              | NEAT                  | —         | MPC                           |
| 210081                  | 2006 QH36  | 22 ago 2006 | Palomar              | NEAT                  | —         | MPC                           |
| 210082                  | 2006 QB41  | 17 ago 2006 | Palomar              | NEAT                  | —         | MPC                           |
| 210083                  | 2006 QJ43  | 18 ago 2006 | Anderson Mesa        | LONEOS                | —         | MPC                           |
| 210084                  | 2006 QD45  | 19 ago 2006 | Palomar              | NEAT                  | —         | MPC                           |
| 210085                  | 2006 QW45  | 19 ago 2006 | Kitt Peak            | Spacewatch            | —         | MPC                           |
| 210086                  | 2006 QA51  | 23 ago 2006 | Socorro              | LINEAR                | —         | MPC                           |
| 210087                  | 2006 QD62  | 22 ago 2006 | Palomar              | NEAT                  | Juno      | MPC                           |
| 210088                  | 2006 QE65  | 27 ago 2006 | Kitt Peak            | Spacewatch            | —         | MPC                           |
| 210089                  | 2006 QS68  | 21 ago 2006 | Kitt Peak            | Spacewatch            | Eos       | MPC                           |
| 210090                  | 2006 QC76  | 21 ago 2006 | Kitt Peak            | Spacewatch            | —         | MPC                           |
| 210091                  | 2006 QO81  | 24 ago 2006 | Palomar              | NEAT                  | —         | MPC                           |
| 210092                  | 2006 QU81  | 24 ago 2006 | Palomar              | NEAT                  | —         | MPC                           |
| 210093                  | 2006 QL82  | 25 ago 2006 | Socorro              | LINEAR                | —         | MPC                           |
| 210094                  | 2006 QM82  | 25 ago 2006 | Socorro              | LINEAR                | —         | MPC                           |
| 210095                  | 2006 QW87  | 27 ago 2006 | Kitt Peak            | Spacewatch            | —         | MPC                           |
| 210096                  | 2006 QV94  | 16 ago 2006 | Palomar              | NEAT                  | Maria     | MPC                           |
| 210097                  | 2006 QA97  | 18 ago 2006 | Kitt Peak            | Spacewatch            | —         | MPC                           |
| 210098                  | 2006 QM104 | 28 ago 2006 | Catalina             | CSS                   | —         | MPC                           |
| 210099                  | 2006 QK116 | 27 ago 2006 | Anderson Mesa        | LONEOS                | —         | MPC                           |
| 210100                  | 2006 QM117 | 27 ago 2006 | Anderson Mesa        | LONEOS                | —         | MPC                           |

## 210101–210200
| Designação        | Designação | Descoberta  | Descoberta           | Descobridor(es)           | Categoria | Mais informações / Referência |
| Permanente        | Provisória | Data        | Local                | Descobridor(es)           | Categoria | Mais informações / Referência |
| ----------------- | ---------- | ----------- | -------------------- | ------------------------- | --------- | ----------------------------- |
| 210101            | 2006 QU117 | 27 ago 2006 | Anderson Mesa        | LONEOS                    | Brangane  | MPC                           |
| 210102            | 2006 QV117 | 27 ago 2006 | Anderson Mesa        | LONEOS                    | —         | MPC                           |
| 210103            | 2006 QR120 | 29 ago 2006 | Catalina             | CSS                       | —         | MPC                           |
| 210104            | 2006 QP123 | 24 ago 2006 | Palomar              | NEAT                      | —         | MPC                           |
| 210105            | 2006 QW123 | 29 ago 2006 | Anderson Mesa        | LONEOS                    | —         | MPC                           |
| 210106            | 2006 QV129 | 19 ago 2006 | Anderson Mesa        | LONEOS                    | —         | MPC                           |
| 210107 Pistoletto | 2006 QF137 | 30 ago 2006 | Vallemare di Borbona | V. S. Casulli             | —         | MPC                           |
| 210108            | 2006 QO140 | 18 ago 2006 | Palomar              | NEAT                      | —         | MPC                           |
| 210109            | 2006 QD154 | 19 ago 2006 | Kitt Peak            | Spacewatch                | —         | MPC                           |
| 210110            | 2006 QK161 | 19 ago 2006 | Kitt Peak            | Spacewatch                | —         | MPC                           |
| 210111            | 2006 QO165 | 29 ago 2006 | Catalina             | CSS                       | —         | MPC                           |
| 210112            | 2006 QB168 | 30 ago 2006 | Anderson Mesa        | LONEOS                    | —         | MPC                           |
| 210113            | 2006 QY169 | 28 ago 2006 | Anderson Mesa        | LONEOS                    | —         | MPC                           |
| 210114            | 2006 RN1   | 9 set 2006  | Palomar              | NEAT                      | —         | MPC                           |
| 210115            | 2006 RB5   | 14 set 2006 | Catalina             | CSS                       | —         | MPC                           |
| 210116            | 2006 RQ10  | 14 set 2006 | Palomar              | NEAT                      | —         | MPC                           |
| 210117            | 2006 RO26  | 14 set 2006 | Kitt Peak            | Spacewatch                | —         | MPC                           |
| 210118            | 2006 RG31  | 15 set 2006 | Socorro              | LINEAR                    | —         | MPC                           |
| 210119            | 2006 RM31  | 15 set 2006 | Kitt Peak            | Spacewatch                | —         | MPC                           |
| 210120            | 2006 RL37  | 12 set 2006 | Catalina             | CSS                       | —         | MPC                           |
| 210121            | 2006 RV39  | 12 set 2006 | Catalina             | CSS                       | —         | MPC                           |
| 210122            | 2006 RL40  | 13 set 2006 | Palomar              | NEAT                      | Brangane  | MPC                           |
| 210123            | 2006 RN47  | 14 set 2006 | Kitt Peak            | Spacewatch                | —         | MPC                           |
| 210124            | 2006 RW51  | 14 set 2006 | Kitt Peak            | Spacewatch                | —         | MPC                           |
| 210125            | 2006 RR57  | 15 set 2006 | Kitt Peak            | Spacewatch                | —         | MPC                           |
| 210126            | 2006 RE63  | 14 set 2006 | Catalina             | CSS                       | —         | MPC                           |
| 210127            | 2006 RB67  | 15 set 2006 | Kitt Peak            | Spacewatch                | —         | MPC                           |
| 210128            | 2006 RC68  | 15 set 2006 | Kitt Peak            | Spacewatch                | —         | MPC                           |
| 210129            | 2006 RD73  | 15 set 2006 | Kitt Peak            | Spacewatch                | —         | MPC                           |
| 210130            | 2006 RP73  | 15 set 2006 | Kitt Peak            | Spacewatch                | —         | MPC                           |
| 210131            | 2006 RS81  | 15 set 2006 | Kitt Peak            | Spacewatch                | —         | MPC                           |
| 210132            | 2006 RP82  | 15 set 2006 | Kitt Peak            | Spacewatch                | —         | MPC                           |
| 210133            | 2006 RK83  | 15 set 2006 | Kitt Peak            | Spacewatch                | —         | MPC                           |
| 210134            | 2006 RW96  | 15 set 2006 | Kitt Peak            | Spacewatch                | —         | MPC                           |
| 210135            | 2006 RZ104 | 15 set 2006 | Kitt Peak            | Spacewatch                | —         | MPC                           |
| 210136            | 2006 ST    | 16 set 2006 | Goodricke-Pigott     | R. A. Tucker              | —         | MPC                           |
| 210137            | 2006 SK8   | 16 set 2006 | Anderson Mesa        | LONEOS                    | —         | MPC                           |
| 210138            | 2006 SW19  | 18 set 2006 | 7300 Observatory     | W. K. Y. Yeung            | Eos       | MPC                           |
| 210139            | 2006 SY33  | 17 set 2006 | Catalina             | CSS                       | —         | MPC                           |
| 210140            | 2006 SK40  | 18 set 2006 | Catalina             | CSS                       | —         | MPC                           |
| 210141            | 2006 SN44  | 17 set 2006 | Anderson Mesa        | LONEOS                    | —         | MPC                           |
| 210142            | 2006 SY48  | 18 set 2006 | Kitt Peak            | Spacewatch                | —         | MPC                           |
| 210143            | 2006 SG55  | 18 set 2006 | Catalina             | CSS                       | —         | MPC                           |
| 210144            | 2006 SZ56  | 18 set 2006 | Calvin-Rehoboth      | Calvin–Rehoboth Obs.      | —         | MPC                           |
| 210145            | 2006 SG57  | 16 set 2006 | Catalina             | CSS                       | —         | MPC                           |
| 210146            | 2006 SX59  | 18 set 2006 | Catalina             | CSS                       | —         | MPC                           |
| 210147 Zalgiris   | 2006 SU77  | 21 set 2006 | Moletai              | K. Černis, J. Zdanavičius | —         | MPC                           |
| 210148            | 2006 SW101 | 19 set 2006 | Kitt Peak            | Spacewatch                | —         | MPC                           |
| 210149            | 2006 SQ107 | 19 set 2006 | Catalina             | CSS                       | —         | MPC                           |
| 210150            | 2006 ST108 | 19 set 2006 | Catalina             | CSS                       | —         | MPC                           |
| 210151            | 2006 SX126 | 22 set 2006 | Socorro              | LINEAR                    | —         | MPC                           |
| 210152            | 2006 SD128 | 17 set 2006 | Kitt Peak            | Spacewatch                | —         | MPC                           |
| 210153            | 2006 SO129 | 19 set 2006 | Anderson Mesa        | LONEOS                    | —         | MPC                           |
| 210154            | 2006 SC155 | 22 set 2006 | Socorro              | LINEAR                    | —         | MPC                           |
| 210155            | 2006 SG165 | 25 set 2006 | Kitt Peak            | Spacewatch                | Phocaea   | MPC                           |
| 210156            | 2006 ST184 | 25 set 2006 | Mount Lemmon         | Mount Lemmon Survey       | —         | MPC                           |
| 210157            | 2006 SP199 | 24 set 2006 | Kitt Peak            | Spacewatch                | —         | MPC                           |
| 210158            | 2006 SH205 | 25 set 2006 | Mount Lemmon         | Mount Lemmon Survey       | —         | MPC                           |
| 210159            | 2006 SU219 | 24 set 2006 | Kanab                | E. E. Sheridan            | Brangane  | MPC                           |
| 210160            | 2006 SR281 | 18 set 2006 | Catalina             | CSS                       | —         | MPC                           |
| 210161            | 2006 SG316 | 27 set 2006 | Kitt Peak            | Spacewatch                | —         | MPC                           |
| 210162            | 2006 SP319 | 27 set 2006 | Kitt Peak            | Spacewatch                | —         | MPC                           |
| 210163            | 2006 SH320 | 27 set 2006 | Kitt Peak            | Spacewatch                | —         | MPC                           |
| 210164            | 2006 SJ323 | 27 set 2006 | Kitt Peak            | Spacewatch                | —         | MPC                           |
| 210165            | 2006 SE341 | 28 set 2006 | Kitt Peak            | Spacewatch                | —         | MPC                           |
| 210166            | 2006 SX376 | 17 set 2006 | Apache Point         | A. C. Becker              | —         | MPC                           |
| 210167            | 2006 SF383 | 29 set 2006 | Apache Point         | A. C. Becker              | —         | MPC                           |
| 210168            | 2006 TM18  | 11 out 2006 | Kitt Peak            | Spacewatch                | —         | MPC                           |
| 210169            | 2006 TK19  | 11 out 2006 | Kitt Peak            | Spacewatch                | —         | MPC                           |
| 210170            | 2006 TN20  | 11 out 2006 | Kitt Peak            | Spacewatch                | —         | MPC                           |
| 210171            | 2006 TB40  | 12 out 2006 | Kitt Peak            | Spacewatch                | —         | MPC                           |
| 210172            | 2006 TD74  | 11 out 2006 | Palomar              | NEAT                      | —         | MPC                           |
| 210173            | 2006 TO82  | 13 out 2006 | Kitt Peak            | Spacewatch                | —         | MPC                           |
| 210174 Vossenkuhl | 2006 US    | 16 out 2006 | Wildberg             | R. Apitzsch               | Phocaea   | MPC                           |
| 210175            | 2006 UL13  | 17 out 2006 | Mount Lemmon         | Mount Lemmon Survey       | —         | MPC                           |
| 210176            | 2006 UM57  | 18 out 2006 | Kitt Peak            | Spacewatch                | —         | MPC                           |
| 210177            | 2006 UL64  | 19 out 2006 | Kitt Peak            | Spacewatch                | —         | MPC                           |
| 210178            | 2006 UH74  | 17 out 2006 | Kitt Peak            | Spacewatch                | —         | MPC                           |
| 210179            | 2006 UH114 | 19 out 2006 | Kitt Peak            | Spacewatch                | —         | MPC                           |
| 210180            | 2006 UL174 | 19 out 2006 | Catalina             | CSS                       | Ursula    | MPC                           |
| 210181            | 2006 UB200 | 21 out 2006 | Catalina             | CSS                       | Brangane  | MPC                           |
| 210182 Mazzini    | 2006 UE215 | 26 out 2006 | Vallemare di Borbona | V. S. Casulli             | —         | MPC                           |
| 210183            | 2006 UZ247 | 27 out 2006 | Mount Lemmon         | Mount Lemmon Survey       | —         | MPC                           |
| 210184            | 2006 UD273 | 27 out 2006 | Kitt Peak            | Spacewatch                | —         | MPC                           |
| 210185            | 2006 UW332 | 21 out 2006 | Apache Point         | A. C. Becker              | —         | MPC                           |
| 210186            | 2006 VC45  | 12 nov 2006 | Mount Lemmon         | Mount Lemmon Survey       | Ursula    | MPC                           |
| 210187            | 2006 VZ64  | 11 nov 2006 | Kitt Peak            | Spacewatch                | Juno      | MPC                           |
| 210188            | 2006 VE137 | 15 nov 2006 | Kitt Peak            | Spacewatch                | —         | MPC                           |
| 210189            | 2006 VS150 | 9 nov 2006  | Palomar              | NEAT                      | —         | MPC                           |
| 210190            | 2006 WU69  | 18 nov 2006 | Kitt Peak            | Spacewatch                | Ursula    | MPC                           |
| 210191            | 2007 OT6   | 22 jul 2007 | Siding Spring        | SSS                       | —         | MPC                           |
| 210192            | 2007 PW14  | 8 ago 2007  | Socorro              | LINEAR                    | —         | MPC                           |
| 210193            | 2007 PX19  | 9 ago 2007  | Kitt Peak            | Spacewatch                | —         | MPC                           |
| 210194            | 2007 PM20  | 9 ago 2007  | Socorro              | LINEAR                    | —         | MPC                           |
| 210195            | 2007 PP20  | 9 ago 2007  | Socorro              | LINEAR                    | —         | MPC                           |
| 210196            | 2007 PV20  | 9 ago 2007  | Socorro              | LINEAR                    | —         | MPC                           |
| 210197            | 2007 PJ22  | 10 ago 2007 | Kitt Peak            | Spacewatch                | —         | MPC                           |
| 210198            | 2007 PR24  | 12 ago 2007 | Socorro              | LINEAR                    | —         | MPC                           |
| 210199            | 2007 PU24  | 12 ago 2007 | Socorro              | LINEAR                    | —         | MPC                           |
| 210200            | 2007 PJ25  | 11 ago 2007 | Socorro              | LINEAR                    | —         | MPC                           |

## 210201–210300
| Designação          | Designação | Descoberta  | Descoberta           | Descobridor(es)          | Categoria | Mais informações / Referência |
| Permanente          | Provisória | Data        | Local                | Descobridor(es)          | Categoria | Mais informações / Referência |
| ------------------- | ---------- | ----------- | -------------------- | ------------------------ | --------- | ----------------------------- |
| 210201              | 2007 PU28  | 10 ago 2007 | Kitt Peak            | Spacewatch               | —         | MPC                           |
| 210202              | 2007 PC29  | 15 ago 2007 | Hibiscus             | S. F. Hönig, N. Teamo    | —         | MPC                           |
| 210203              | 2007 PP33  | 11 ago 2007 | Socorro              | LINEAR                   | —         | MPC                           |
| 210204              | 2007 PQ33  | 11 ago 2007 | Socorro              | LINEAR                   | —         | MPC                           |
| 210205              | 2007 PA37  | 13 ago 2007 | Socorro              | LINEAR                   | —         | MPC                           |
| 210206              | 2007 PL39  | 15 ago 2007 | OAM                  | Mallorca Obs.            | —         | MPC                           |
| 210207              | 2007 QV    | 17 ago 2007 | Bisei SG Center      | BATTeRS                  | —         | MPC                           |
| 210208              | 2007 QX7   | 21 ago 2007 | Anderson Mesa        | LONEOS                   | —         | MPC                           |
| 210209              | 2007 QC8   | 21 ago 2007 | Anderson Mesa        | LONEOS                   | Mitidika  | MPC                           |
| 210210 Songjian     | 2007 QS12  | 16 ago 2007 | XuYi                 | PMO NEO                  | —         | MPC                           |
| 210211              | 2007 QZ12  | 24 ago 2007 | Kitt Peak            | Spacewatch               | —         | MPC                           |
| 210212              | 2007 RP1   | 4 set 2007  | RAS                  | A. Lowe                  | —         | MPC                           |
| 210213 Hasler-Gloor | 2007 RP14  | 11 set 2007 | Winterthur           | M. Griesser              | —         | MPC                           |
| 210214              | 2007 RB27  | 4 set 2007  | Catalina             | CSS                      | —         | MPC                           |
| 210215              | 2007 RQ30  | 5 set 2007  | Anderson Mesa        | LONEOS                   | Flora     | MPC                           |
| 210216              | 2007 RA32  | 5 set 2007  | Catalina             | CSS                      | —         | MPC                           |
| 210217              | 2007 RZ32  | 5 set 2007  | Catalina             | CSS                      | —         | MPC                           |
| 210218              | 2007 RX37  | 8 set 2007  | Anderson Mesa        | LONEOS                   | —         | MPC                           |
| 210219              | 2007 RC47  | 9 set 2007  | Mount Lemmon         | Mount Lemmon Survey      | —         | MPC                           |
| 210220              | 2007 RN54  | 9 set 2007  | Kitt Peak            | Spacewatch               | —         | MPC                           |
| 210221              | 2007 RR60  | 10 set 2007 | Catalina             | CSS                      | —         | MPC                           |
| 210222              | 2007 RT89  | 10 set 2007 | Mount Lemmon         | Mount Lemmon Survey      | —         | MPC                           |
| 210223              | 2007 RC92  | 10 set 2007 | Kitt Peak            | Spacewatch               | —         | MPC                           |
| 210224              | 2007 RX93  | 10 set 2007 | Kitt Peak            | Spacewatch               | —         | MPC                           |
| 210225              | 2007 RA97  | 10 set 2007 | Mount Lemmon         | Mount Lemmon Survey      | Mitidika  | MPC                           |
| 210226              | 2007 RZ98  | 10 set 2007 | Kitt Peak            | Spacewatch               | —         | MPC                           |
| 210227              | 2007 RJ103 | 11 set 2007 | Catalina             | CSS                      | —         | MPC                           |
| 210228              | 2007 RT111 | 11 set 2007 | Kitt Peak            | Spacewatch               | —         | MPC                           |
| 210229              | 2007 RA113 | 11 set 2007 | Kitt Peak            | Spacewatch               | —         | MPC                           |
| 210230 Linyuanpei   | 2007 RF119 | 11 set 2007 | XuYi                 | PMO NEO                  | —         | MPC                           |
| 210231 Wangdemin    | 2007 RH119 | 11 set 2007 | XuYi                 | PMO NEO                  | —         | MPC                           |
| 210232 Zhangjinqiu  | 2007 RV119 | 11 set 2007 | XuYi                 | PMO NEO                  | —         | MPC                           |
| 210233              | 2007 RV129 | 12 set 2007 | Mount Lemmon         | Mount Lemmon Survey      | —         | MPC                           |
| 210234              | 2007 RW137 | 14 set 2007 | Anderson Mesa        | LONEOS                   | —         | MPC                           |
| 210235              | 2007 RC142 | 13 set 2007 | Socorro              | LINEAR                   | —         | MPC                           |
| 210236              | 2007 RN146 | 15 set 2007 | Socorro              | LINEAR                   | Mitidika  | MPC                           |
| 210237              | 2007 RQ154 | 10 set 2007 | Catalina             | CSS                      | Vesta     | MPC                           |
| 210238              | 2007 RX162 | 10 set 2007 | Kitt Peak            | Spacewatch               | —         | MPC                           |
| 210239              | 2007 RQ173 | 10 set 2007 | Kitt Peak            | Spacewatch               | —         | MPC                           |
| 210240              | 2007 RJ180 | 11 set 2007 | Catalina             | CSS                      | —         | MPC                           |
| 210241              | 2007 RM194 | 12 set 2007 | Kitt Peak            | Spacewatch               | —         | MPC                           |
| 210242              | 2007 RD203 | 13 set 2007 | Kitt Peak            | Spacewatch               | —         | MPC                           |
| 210243              | 2007 RB205 | 9 set 2007  | Kitt Peak            | Spacewatch               | —         | MPC                           |
| 210244              | 2007 RH209 | 10 set 2007 | Kitt Peak            | Spacewatch               | —         | MPC                           |
| 210245 Castets      | 2007 RG216 | 13 set 2007 | Pic du Midi          | Pic du Midi Obs.         | —         | MPC                           |
| 210246              | 2007 RC234 | 12 set 2007 | Catalina             | CSS                      | —         | MPC                           |
| 210247              | 2007 RJ234 | 12 set 2007 | Catalina             | CSS                      | —         | MPC                           |
| 210248              | 2007 RV235 | 12 set 2007 | Anderson Mesa        | LONEOS                   | —         | MPC                           |
| 210249              | 2007 RH241 | 10 set 2007 | Catalina             | CSS                      | —         | MPC                           |
| 210250              | 2007 RY242 | 15 set 2007 | Socorro              | LINEAR                   | Mitidika  | MPC                           |
| 210251              | 2007 RT243 | 13 set 2007 | Catalina             | CSS                      | —         | MPC                           |
| 210252              | 2007 RF257 | 14 set 2007 | Kitt Peak            | Spacewatch               | —         | MPC                           |
| 210253              | 2007 RM270 | 15 set 2007 | Mount Lemmon         | Mount Lemmon Survey      | Themis    | MPC                           |
| 210254              | 2007 RG275 | 13 set 2007 | Mount Lemmon         | Mount Lemmon Survey      | —         | MPC                           |
| 210255              | 2007 RY283 | 9 set 2007  | Mount Lemmon         | Mount Lemmon Survey      | —         | MPC                           |
| 210256              | 2007 RO284 | 11 set 2007 | Mount Lemmon         | Mount Lemmon Survey      | —         | MPC                           |
| 210257              | 2007 RK285 | 13 set 2007 | Mount Lemmon         | Mount Lemmon Survey      | Mitidika  | MPC                           |
| 210258              | 2007 RW285 | 14 set 2007 | Mount Lemmon         | Mount Lemmon Survey      | —         | MPC                           |
| 210259              | 2007 RO290 | 10 set 2007 | Mount Lemmon         | Mount Lemmon Survey      | —         | MPC                           |
| 210260              | 2007 RE291 | 14 set 2007 | Mount Lemmon         | Mount Lemmon Survey      | —         | MPC                           |
| 210261              | 2007 RM292 | 12 set 2007 | Mount Lemmon         | Mount Lemmon Survey      | Themis    | MPC                           |
| 210262              | 2007 RP295 | 14 set 2007 | Mount Lemmon         | Mount Lemmon Survey      | —         | MPC                           |
| 210263              | 2007 RC303 | 11 set 2007 | Kitt Peak            | Spacewatch               | —         | MPC                           |
| 210264              | 2007 SY2   | 16 set 2007 | Socorro              | LINEAR                   | —         | MPC                           |
| 210265              | 2007 SM5   | 18 set 2007 | Socorro              | LINEAR                   | Eos       | MPC                           |
| 210266              | 2007 SA6   | 21 set 2007 | Socorro              | LINEAR                   | —         | MPC                           |
| 210267              | 2007 SD17  | 30 set 2007 | Kitt Peak            | Spacewatch               | —         | MPC                           |
| 210268              | 2007 ST18  | 18 set 2007 | Anderson Mesa        | LONEOS                   | —         | MPC                           |
| 210269              | 2007 SB19  | 26 set 2007 | Mount Lemmon         | Mount Lemmon Survey      | —         | MPC                           |
| 210270              | 2007 TL2   | 4 out 2007  | Kitt Peak            | Spacewatch               | —         | MPC                           |
| 210271 Samarkand    | 2007 TU2   | 2 out 2007  | Majdanak             | B. Khafizov, A. Sergeyev | —         | MPC                           |
| 210272              | 2007 TM7   | 7 out 2007  | OAM                  | Mallorca Obs.            | —         | MPC                           |
| 210273              | 2007 TD8   | 7 out 2007  | RAS                  | A. Lowe                  | —         | MPC                           |
| 210274              | 2007 TH9   | 6 out 2007  | Socorro              | LINEAR                   | —         | MPC                           |
| 210275              | 2007 TA12  | 6 out 2007  | Socorro              | LINEAR                   | —         | MPC                           |
| 210276              | 2007 TU12  | 6 out 2007  | Socorro              | LINEAR                   | —         | MPC                           |
| 210277              | 2007 TW13  | 7 out 2007  | Socorro              | LINEAR                   | —         | MPC                           |
| 210278              | 2007 TJ29  | 4 out 2007  | Kitt Peak            | Spacewatch               | —         | MPC                           |
| 210279              | 2007 TS29  | 4 out 2007  | Kitt Peak            | Spacewatch               | —         | MPC                           |
| 210280              | 2007 TS39  | 6 out 2007  | Kitt Peak            | Spacewatch               | Themis    | MPC                           |
| 210281              | 2007 TV43  | 7 out 2007  | Mount Lemmon         | Mount Lemmon Survey      | —         | MPC                           |
| 210282              | 2007 TW43  | 7 out 2007  | Mount Lemmon         | Mount Lemmon Survey      | —         | MPC                           |
| 210283              | 2007 TX43  | 7 out 2007  | Mount Lemmon         | Mount Lemmon Survey      | —         | MPC                           |
| 210284              | 2007 TZ50  | 4 out 2007  | Kitt Peak            | Spacewatch               | —         | MPC                           |
| 210285              | 2007 TS52  | 4 out 2007  | Kitt Peak            | Spacewatch               | —         | MPC                           |
| 210286              | 2007 TZ55  | 4 out 2007  | Kitt Peak            | Spacewatch               | —         | MPC                           |
| 210287              | 2007 TM60  | 6 out 2007  | Kitt Peak            | Spacewatch               | —         | MPC                           |
| 210288              | 2007 TN60  | 6 out 2007  | Kitt Peak            | Spacewatch               | —         | MPC                           |
| 210289              | 2007 TT67  | 8 out 2007  | Anderson Mesa        | LONEOS                   | —         | MPC                           |
| 210290 Borsellino   | 2007 TE69  | 13 out 2007 | Vallemare di Borbona | V. S. Casulli            | —         | MPC                           |
| 210291              | 2007 TE72  | 14 out 2007 | Bergisch Gladbach    | W. Bickel                | —         | MPC                           |
| 210292 Mayongsheng  | 2007 TW79  | 6 out 2007  | XuYi                 | PMO NEO                  | —         | MPC                           |
| 210293              | 2007 TD80  | 7 out 2007  | Catalina             | CSS                      | —         | MPC                           |
| 210294              | 2007 TT92  | 5 out 2007  | La Cañada            | J. Lacruz                | —         | MPC                           |
| 210295              | 2007 TM94  | 7 out 2007  | Catalina             | CSS                      | —         | MPC                           |
| 210296              | 2007 TX94  | 7 out 2007  | Catalina             | CSS                      | —         | MPC                           |
| 210297              | 2007 TF97  | 8 out 2007  | Mount Lemmon         | Mount Lemmon Survey      | —         | MPC                           |
| 210298              | 2007 TE105 | 13 out 2007 | Calvin-Rehoboth      | Calvin–Rehoboth Obs.     | —         | MPC                           |
| 210299              | 2007 TE109 | 7 out 2007  | Catalina             | CSS                      | —         | MPC                           |
| 210300              | 2007 TP113 | 8 out 2007  | Anderson Mesa        | LONEOS                   | —         | MPC                           |

## 210301–210400
| Designação       | Designação | Descoberta  | Descoberta           | Descobridor(es)     | Categoria | Mais informações / Referência |
| Permanente       | Provisória | Data        | Local                | Descobridor(es)     | Categoria | Mais informações / Referência |
| ---------------- | ---------- | ----------- | -------------------- | ------------------- | --------- | ----------------------------- |
| 210301           | 2007 TX123 | 6 out 2007  | Kitt Peak            | Spacewatch          | —         | MPC                           |
| 210302           | 2007 TR126 | 6 out 2007  | Kitt Peak            | Spacewatch          | —         | MPC                           |
| 210303           | 2007 TP141 | 9 out 2007  | Mount Lemmon         | Mount Lemmon Survey | —         | MPC                           |
| 210304           | 2007 TN143 | 6 out 2007  | Socorro              | LINEAR              | —         | MPC                           |
| 210305           | 2007 TP146 | 6 out 2007  | Socorro              | LINEAR              | —         | MPC                           |
| 210306           | 2007 TQ149 | 8 out 2007  | Socorro              | LINEAR              | —         | MPC                           |
| 210307           | 2007 TJ151 | 9 out 2007  | Socorro              | LINEAR              | —         | MPC                           |
| 210308           | 2007 TX154 | 9 out 2007  | Socorro              | LINEAR              | —         | MPC                           |
| 210309           | 2007 TZ155 | 9 out 2007  | Socorro              | LINEAR              | —         | MPC                           |
| 210310           | 2007 TQ156 | 9 out 2007  | Socorro              | LINEAR              | —         | MPC                           |
| 210311           | 2007 TS156 | 9 out 2007  | Socorro              | LINEAR              | —         | MPC                           |
| 210312           | 2007 TQ160 | 9 out 2007  | Socorro              | LINEAR              | —         | MPC                           |
| 210313           | 2007 TM165 | 11 out 2007 | Socorro              | LINEAR              | —         | MPC                           |
| 210314           | 2007 TB167 | 12 out 2007 | Socorro              | LINEAR              | —         | MPC                           |
| 210315           | 2007 TW190 | 4 out 2007  | Mount Lemmon         | Mount Lemmon Survey | —         | MPC                           |
| 210316           | 2007 TZ213 | 7 out 2007  | Kitt Peak            | Spacewatch          | —         | MPC                           |
| 210317           | 2007 TM217 | 7 out 2007  | Kitt Peak            | Spacewatch          | —         | MPC                           |
| 210318           | 2007 TS218 | 7 out 2007  | Kitt Peak            | Spacewatch          | —         | MPC                           |
| 210319           | 2007 TG228 | 8 out 2007  | Kitt Peak            | Spacewatch          | —         | MPC                           |
| 210320           | 2007 TM231 | 8 out 2007  | Mount Lemmon         | Mount Lemmon Survey | —         | MPC                           |
| 210321           | 2007 TG232 | 8 out 2007  | Kitt Peak            | Spacewatch          | —         | MPC                           |
| 210322           | 2007 TR239 | 10 out 2007 | Mount Lemmon         | Mount Lemmon Survey | —         | MPC                           |
| 210323           | 2007 TW241 | 7 out 2007  | Črni Vrh             | Črni Vrh            | —         | MPC                           |
| 210324           | 2007 TH245 | 8 out 2007  | Catalina             | CSS                 | —         | MPC                           |
| 210325           | 2007 TD246 | 9 out 2007  | Kitt Peak            | Spacewatch          | —         | MPC                           |
| 210326           | 2007 TJ255 | 10 out 2007 | Kitt Peak            | Spacewatch          | —         | MPC                           |
| 210327           | 2007 TW260 | 10 out 2007 | Kitt Peak            | Spacewatch          | Mitidika  | MPC                           |
| 210328           | 2007 TV278 | 11 out 2007 | Mount Lemmon         | Mount Lemmon Survey | —         | MPC                           |
| 210329           | 2007 TZ278 | 11 out 2007 | Mount Lemmon         | Mount Lemmon Survey | —         | MPC                           |
| 210330           | 2007 TG281 | 7 out 2007  | Mount Lemmon         | Mount Lemmon Survey | —         | MPC                           |
| 210331           | 2007 TE303 | 12 out 2007 | Kitt Peak            | Spacewatch          | —         | MPC                           |
| 210332           | 2007 TP317 | 12 out 2007 | Kitt Peak            | Spacewatch          | —         | MPC                           |
| 210333           | 2007 TC318 | 12 out 2007 | Kitt Peak            | Spacewatch          | —         | MPC                           |
| 210334           | 2007 TH355 | 11 out 2007 | Catalina             | CSS                 | —         | MPC                           |
| 210335           | 2007 TT367 | 10 out 2007 | Mount Lemmon         | Mount Lemmon Survey | —         | MPC                           |
| 210336           | 2007 TT380 | 14 out 2007 | Kitt Peak            | Spacewatch          | —         | MPC                           |
| 210337           | 2007 TY380 | 14 out 2007 | Kitt Peak            | Spacewatch          | Mitidika  | MPC                           |
| 210338           | 2007 TQ381 | 14 out 2007 | Kitt Peak            | Spacewatch          | —         | MPC                           |
| 210339           | 2007 TD382 | 14 out 2007 | Kitt Peak            | Spacewatch          | Meliboea  | MPC                           |
| 210340           | 2007 TZ382 | 14 out 2007 | Kitt Peak            | Spacewatch          | Juno      | MPC                           |
| 210341           | 2007 TB386 | 15 out 2007 | Catalina             | CSS                 | —         | MPC                           |
| 210342           | 2007 TS388 | 13 out 2007 | Catalina             | CSS                 | —         | MPC                           |
| 210343           | 2007 TX410 | 15 out 2007 | Lulin Observatory    | LUSS                | —         | MPC                           |
| 210344           | 2007 TV428 | 11 out 2007 | Kitt Peak            | Spacewatch          | Mitidika  | MPC                           |
| 210345           | 2007 UQ    | 16 out 2007 | Vallemare di Borbona | V. S. Casulli       | —         | MPC                           |
| 210346           | 2007 UM1   | 16 out 2007 | Bisei SG Center      | BATTeRS             | —         | MPC                           |
| 210347           | 2007 UT1   | 17 out 2007 | Junk Bond            | D. Healy            | —         | MPC                           |
| 210348           | 2007 UY3   | 17 out 2007 | Bisei SG Center      | BATTeRS             | —         | MPC                           |
| 210349           | 2007 UJ4   | 16 out 2007 | Bisei SG Center      | BATTeRS             | —         | MPC                           |
| 210350 Mariolisa | 2007 UA7   | 22 out 2007 | Skylive              | F. Tozzi            | —         | MPC                           |
| 210351           | 2007 UG10  | 17 out 2007 | Anderson Mesa        | LONEOS              | —         | MPC                           |
| 210352           | 2007 UG11  | 18 out 2007 | Socorro              | LINEAR              | —         | MPC                           |
| 210353           | 2007 US18  | 18 out 2007 | Mount Lemmon         | Mount Lemmon Survey | —         | MPC                           |
| 210354           | 2007 UV19  | 18 out 2007 | Mount Lemmon         | Mount Lemmon Survey | —         | MPC                           |
| 210355           | 2007 UF36  | 19 out 2007 | Catalina             | CSS                 | —         | MPC                           |
| 210356           | 2007 UP41  | 16 out 2007 | Kitt Peak            | Spacewatch          | —         | MPC                           |
| 210357           | 2007 UE47  | 21 out 2007 | Kitt Peak            | Spacewatch          | —         | MPC                           |
| 210358           | 2007 UN48  | 20 out 2007 | Mount Lemmon         | Mount Lemmon Survey | —         | MPC                           |
| 210359           | 2007 UO49  | 24 out 2007 | Mount Lemmon         | Mount Lemmon Survey | —         | MPC                           |
| 210360           | 2007 UR54  | 30 out 2007 | Kitt Peak            | Spacewatch          | —         | MPC                           |
| 210361           | 2007 UB60  | 30 out 2007 | Mount Lemmon         | Mount Lemmon Survey | —         | MPC                           |
| 210362           | 2007 UF61  | 30 out 2007 | Mount Lemmon         | Mount Lemmon Survey | —         | MPC                           |
| 210363           | 2007 UA88  | 30 out 2007 | Kitt Peak            | Spacewatch          | —         | MPC                           |
| 210364           | 2007 UX91  | 30 out 2007 | Mount Lemmon         | Mount Lemmon Survey | Eos       | MPC                           |
| 210365           | 2007 UZ98  | 30 out 2007 | Kitt Peak            | Spacewatch          | Themis    | MPC                           |
| 210366           | 2007 UU111 | 30 out 2007 | Mount Lemmon         | Mount Lemmon Survey | —         | MPC                           |
| 210367           | 2007 UM113 | 31 out 2007 | Kitt Peak            | Spacewatch          | —         | MPC                           |
| 210368           | 2007 UZ115 | 31 out 2007 | Kitt Peak            | Spacewatch          | Brangane  | MPC                           |
| 210369           | 2007 UK128 | 20 out 2007 | Mount Lemmon         | Mount Lemmon Survey | Mitidika  | MPC                           |
| 210370           | 2007 VV11  | 5 nov 2007  | Kitt Peak            | Spacewatch          | —         | MPC                           |
| 210371           | 2007 VL25  | 2 nov 2007  | Catalina             | CSS                 | Brangane  | MPC                           |
| 210372           | 2007 VR34  | 3 nov 2007  | Kitt Peak            | Spacewatch          | —         | MPC                           |
| 210373           | 2007 VX38  | 2 nov 2007  | Catalina             | CSS                 | —         | MPC                           |
| 210374           | 2007 VG39  | 3 nov 2007  | Kitt Peak            | Spacewatch          | —         | MPC                           |
| 210375           | 2007 VG58  | 1 nov 2007  | Kitt Peak            | Spacewatch          | —         | MPC                           |
| 210376           | 2007 VV62  | 1 nov 2007  | Kitt Peak            | Spacewatch          | —         | MPC                           |
| 210377           | 2007 VB63  | 1 nov 2007  | Kitt Peak            | Spacewatch          | —         | MPC                           |
| 210378           | 2007 VD63  | 1 nov 2007  | Kitt Peak            | Spacewatch          | —         | MPC                           |
| 210379           | 2007 VN80  | 3 nov 2007  | Kitt Peak            | Spacewatch          | —         | MPC                           |
| 210380           | 2007 VB85  | 1 nov 2007  | Socorro              | LINEAR              | —         | MPC                           |
| 210381           | 2007 VB87  | 2 nov 2007  | Socorro              | LINEAR              | —         | MPC                           |
| 210382           | 2007 VB88  | 2 nov 2007  | Socorro              | LINEAR              | —         | MPC                           |
| 210383           | 2007 VF96  | 9 nov 2007  | Calvin-Rehoboth      | L. A. Molnar        | —         | MPC                           |
| 210384           | 2007 VL98  | 2 nov 2007  | Kitt Peak            | Spacewatch          | —         | MPC                           |
| 210385           | 2007 VE110 | 3 nov 2007  | Kitt Peak            | Spacewatch          | —         | MPC                           |
| 210386           | 2007 VW118 | 4 nov 2007  | Kitt Peak            | Spacewatch          | —         | MPC                           |
| 210387           | 2007 VQ129 | 1 nov 2007  | Mount Lemmon         | Mount Lemmon Survey | Mitidika  | MPC                           |
| 210388           | 2007 VK130 | 1 nov 2007  | Mount Lemmon         | Mount Lemmon Survey | —         | MPC                           |
| 210389           | 2007 VA149 | 7 nov 2007  | Kitt Peak            | Spacewatch          | —         | MPC                           |
| 210390           | 2007 VC149 | 7 nov 2007  | Kitt Peak            | Spacewatch          | —         | MPC                           |
| 210391           | 2007 VN164 | 5 nov 2007  | Kitt Peak            | Spacewatch          | —         | MPC                           |
| 210392           | 2007 VU167 | 5 nov 2007  | Kitt Peak            | Spacewatch          | —         | MPC                           |
| 210393           | 2007 VN179 | 7 nov 2007  | Mount Lemmon         | Mount Lemmon Survey | —         | MPC                           |
| 210394           | 2007 VQ180 | 7 nov 2007  | Catalina             | CSS                 | —         | MPC                           |
| 210395           | 2007 VR185 | 9 nov 2007  | Kitt Peak            | Spacewatch          | —         | MPC                           |
| 210396           | 2007 VY196 | 7 nov 2007  | Mount Lemmon         | Mount Lemmon Survey | —         | MPC                           |
| 210397           | 2007 VH224 | 8 nov 2007  | Kitt Peak            | Spacewatch          | —         | MPC                           |
| 210398           | 2007 VM238 | 13 nov 2007 | Kitt Peak            | Spacewatch          | —         | MPC                           |
| 210399           | 2007 VV240 | 9 nov 2007  | Catalina             | CSS                 | —         | MPC                           |
| 210400           | 2007 VE245 | 14 nov 2007 | Bisei SG Center      | BATTeRS             | —         | MPC                           |

## 210401–210500
| Designação           | Designação | Descoberta  | Descoberta        | Descobridor(es)      | Categoria | Mais informações / Referência |
| Permanente           | Provisória | Data        | Local             | Descobridor(es)      | Categoria | Mais informações / Referência |
| -------------------- | ---------- | ----------- | ----------------- | -------------------- | --------- | ----------------------------- |
| 210401               | 2007 VY253 | 14 nov 2007 | Mount Lemmon      | Mount Lemmon Survey  | —         | MPC                           |
| 210402               | 2007 VJ254 | 15 nov 2007 | Catalina          | CSS                  | —         | MPC                           |
| 210403               | 2007 VW264 | 13 nov 2007 | Kitt Peak         | Spacewatch           | —         | MPC                           |
| 210404               | 2007 VO299 | 12 nov 2007 | Catalina          | CSS                  | —         | MPC                           |
| 210405               | 2007 VG300 | 13 nov 2007 | Catalina          | CSS                  | —         | MPC                           |
| 210406               | 2007 VG308 | 5 nov 2007  | Kitt Peak         | Spacewatch           | Mitidika  | MPC                           |
| 210407               | 2007 VS315 | 8 nov 2007  | Catalina          | CSS                  | —         | MPC                           |
| 210408               | 2007 WF6   | 17 nov 2007 | Socorro           | LINEAR               | —         | MPC                           |
| 210409               | 2007 WD7   | 18 nov 2007 | Socorro           | LINEAR               | —         | MPC                           |
| 210410               | 2007 WX11  | 18 nov 2007 | Mount Lemmon      | Mount Lemmon Survey  | —         | MPC                           |
| 210411               | 2007 WN58  | 17 nov 2007 | Kitt Peak         | Spacewatch           | —         | MPC                           |
| 210412               | 2007 WD60  | 21 nov 2007 | Mount Lemmon      | Mount Lemmon Survey  | —         | MPC                           |
| 210413               | 2007 XL4   | 3 dez 2007  | Catalina          | CSS                  | —         | MPC                           |
| 210414 Gebartolomei  | 2007 XT4   | 3 dez 2007  | San Marcello      | L. Tesi, G. Fagioli  | —         | MPC                           |
| 210415               | 2007 XD6   | 4 dez 2007  | Catalina          | CSS                  | —         | MPC                           |
| 210416               | 2007 XJ7   | 4 dez 2007  | Mount Lemmon      | Mount Lemmon Survey  | —         | MPC                           |
| 210417               | 2007 XW10  | 4 dez 2007  | Mount Lemmon      | Mount Lemmon Survey  | —         | MPC                           |
| 210418               | 2007 XZ12  | 4 dez 2007  | Kitt Peak         | Spacewatch           | —         | MPC                           |
| 210419               | 2007 XK41  | 15 dez 2007 | Socorro           | LINEAR               | —         | MPC                           |
| 210420               | 2007 XP44  | 15 dez 2007 | Kitt Peak         | Spacewatch           | —         | MPC                           |
| 210421               | 2007 YD3   | 19 dez 2007 | Piszkéstető       | K. Sárneczky         | —         | MPC                           |
| 210422               | 2007 YP15  | 16 dez 2007 | Kitt Peak         | Spacewatch           | —         | MPC                           |
| 210423               | 2007 YW51  | 30 dez 2007 | Kitt Peak         | Spacewatch           | —         | MPC                           |
| 210424               | 2008 AO7   | 10 jan 2008 | Kitt Peak         | Spacewatch           | —         | MPC                           |
| 210425 Imogene       | 2008 AM31  | 10 jan 2008 | Calvin-Rehoboth   | Calvin–Rehoboth Obs. | —         | MPC                           |
| 210426               | 2008 AV72  | 7 jan 2008  | Great Shefford    | P. Birtwhistle       | —         | MPC                           |
| 210427               | 2008 EB93  | 1 mar 2008  | Mount Lemmon      | Mount Lemmon Survey  | —         | MPC                           |
| 210428               | 2008 SM168 | 28 set 2008 | Socorro           | LINEAR               | —         | MPC                           |
| 210429               | 2008 UG230 | 25 out 2008 | Kitt Peak         | Spacewatch           | —         | MPC                           |
| 210430               | 2008 WO79  | 20 nov 2008 | Kitt Peak         | Spacewatch           | —         | MPC                           |
| 210431               | 2008 WH82  | 20 nov 2008 | Kitt Peak         | Spacewatch           | —         | MPC                           |
| 210432 Dietmarhopp   | 2008 XA7   | 8 dez 2008  | Calar Alto        | F. Hormuth           | —         | MPC                           |
| 210433 Ullithiele    | 2008 YT1   | 21 dez 2008 | Calar Alto        | F. Hormuth           | —         | MPC                           |
| 210434 Fungyuancheng | 2008 YH14  | 20 dez 2008 | Lulin Observatory | H.-C. Lin, Q.-z. Ye  | —         | MPC                           |
| 210435               | 2008 YD26  | 28 dez 2008 | Piszkéstető       | K. Sárneczky         | —         | MPC                           |
| 210436               | 2008 YZ29  | 29 dez 2008 | Vicques           | M. Ory               | —         | MPC                           |
| 210437               | 2008 YR38  | 29 dez 2008 | Catalina          | CSS                  | —         | MPC                           |
| 210438               | 2008 YW61  | 30 dez 2008 | Mount Lemmon      | Mount Lemmon Survey  | —         | MPC                           |
| 210439               | 2008 YO63  | 30 dez 2008 | Mount Lemmon      | Mount Lemmon Survey  | —         | MPC                           |
| 210440               | 2008 YD104 | 29 dez 2008 | Kitt Peak         | Spacewatch           | —         | MPC                           |
| 210441               | 2008 YW127 | 30 dez 2008 | Kitt Peak         | Spacewatch           | —         | MPC                           |
| 210442               | 2008 YL135 | 30 dez 2008 | OAM               | Mallorca Obs.        | —         | MPC                           |
| 210443               | 2009 BN    | 16 jan 2009 | Dauban            | Chante-Perdrix Obs.  | —         | MPC                           |
| 210444 Frithjof      | 2009 BX    | 16 jan 2009 | Calar Alto        | F. Hormuth           | —         | MPC                           |
| 210445               | 2009 BO1   | 17 jan 2009 | RAS               | A. Lowe              | Eos       | MPC                           |
| 210446               | 2009 BH64  | 20 jan 2009 | Catalina          | CSS                  | —         | MPC                           |
| 210447               | 2009 BE70  | 25 jan 2009 | Catalina          | CSS                  | —         | MPC                           |
| 210448               | 2009 BW78  | 30 jan 2009 | Kachina           | Kachina Obs.         | —         | MPC                           |
| 210449               | 2136 P-L   | 24 set 1960 | Palomar           | PLS                  | Eos       | MPC                           |
| 210450               | 2619 P-L   | 24 set 1960 | Palomar           | PLS                  | —         | MPC                           |
| 210451               | 2806 P-L   | 24 set 1960 | Palomar           | PLS                  | —         | MPC                           |
| 210452               | 2032 T-2   | 29 set 1973 | Palomar           | PLS                  | —         | MPC                           |
| 210453               | 2673 T-3   | 11 out 1977 | Palomar           | PLS                  | —         | MPC                           |
| 210454               | 4307 T-3   | 16 out 1977 | Palomar           | PLS                  | —         | MPC                           |
| 210455               | 1981 EY44  | 7 mar 1981  | Siding Spring     | S. J. Bus            | —         | MPC                           |
| 210456               | 1991 TQ9   | 6 out 1991  | Kitt Peak         | Spacewatch           | —         | MPC                           |
| 210457               | 1993 FH9   | 17 mar 1993 | La Silla          | UESAC                | —         | MPC                           |
| 210458               | 1993 FV42  | 19 mar 1993 | La Silla          | UESAC                | —         | MPC                           |
| 210459               | 1993 TC26  | 9 out 1993  | La Silla          | E. W. Elst           | —         | MPC                           |
| 210460               | 1994 AD9   | 8 jan 1994  | Kitt Peak         | Spacewatch           | —         | MPC                           |
| 210461               | 1994 CN7   | 15 fev 1994 | Kitt Peak         | Spacewatch           | —         | MPC                           |
| 210462               | 1994 SS6   | 28 set 1994 | Kitt Peak         | Spacewatch           | —         | MPC                           |
| 210463               | 1994 SC10  | 28 set 1994 | Kitt Peak         | Spacewatch           | —         | MPC                           |
| 210464               | 1994 VW7   | 5 nov 1994  | Kitt Peak         | Spacewatch           | —         | MPC                           |
| 210465               | 1994 XB2   | 1 dez 1994  | Kitt Peak         | Spacewatch           | —         | MPC                           |
| 210466               | 1995 FL5   | 23 mar 1995 | Kitt Peak         | Spacewatch           | —         | MPC                           |
| 210467               | 1995 HW3   | 26 abr 1995 | Kitt Peak         | Spacewatch           | —         | MPC                           |
| 210468               | 1995 SW8   | 17 set 1995 | Kitt Peak         | Spacewatch           | —         | MPC                           |
| 210469               | 1995 SA9   | 17 set 1995 | Kitt Peak         | Spacewatch           | —         | MPC                           |
| 210470               | 1995 SO18  | 18 set 1995 | Kitt Peak         | Spacewatch           | —         | MPC                           |
| 210471               | 1995 SC19  | 18 set 1995 | Kitt Peak         | Spacewatch           | Mitidika  | MPC                           |
| 210472               | 1995 SX24  | 19 set 1995 | Kitt Peak         | Spacewatch           | —         | MPC                           |
| 210473               | 1995 SQ52  | 29 set 1995 | Kitt Peak         | Spacewatch           | Mitidika  | MPC                           |
| 210474               | 1995 ST58  | 24 set 1995 | Kitt Peak         | Spacewatch           | —         | MPC                           |
| 210475               | 1995 SC64  | 26 set 1995 | Kitt Peak         | Spacewatch           | —         | MPC                           |
| 210476               | 1995 UF1   | 22 out 1995 | Kleť              | Kleť Obs.            | —         | MPC                           |
| 210477               | 1995 UD18  | 18 out 1995 | Kitt Peak         | Spacewatch           | —         | MPC                           |
| 210478               | 1995 UN66  | 17 out 1995 | Kitt Peak         | Spacewatch           | Ursula    | MPC                           |
| 210479               | 1995 XE5   | 14 dez 1995 | Kitt Peak         | Spacewatch           | —         | MPC                           |
| 210480               | 1996 EH7   | 11 mar 1996 | Kitt Peak         | Spacewatch           | —         | MPC                           |
| 210481               | 1996 HQ1   | 20 abr 1996 | Haleakalā         | AMOS                 | Juno      | MPC                           |
| 210482               | 1996 RW1   | 11 set 1996 | Haleakala         | NEAT                 | —         | MPC                           |
| 210483               | 1996 RG7   | 5 set 1996  | Kitt Peak         | Spacewatch           | —         | MPC                           |
| 210484               | 1996 RG19  | 15 set 1996 | Kitt Peak         | Spacewatch           | —         | MPC                           |
| 210485               | 1996 TK    | 3 out 1996  | Prescott          | P. G. Comba          | Mitidika  | MPC                           |
| 210486               | 1996 TW18  | 4 out 1996  | Kitt Peak         | Spacewatch           | —         | MPC                           |
| 210487               | 1996 VM9   | 3 nov 1996  | Kitt Peak         | Spacewatch           | —         | MPC                           |
| 210488               | 1996 XT10  | 2 dez 1996  | Kitt Peak         | Spacewatch           | —         | MPC                           |
| 210489               | 1997 AB22  | 15 jan 1997 | Chichibu          | N. Satō              | —         | MPC                           |
| 210490               | 1997 CN11  | 3 fev 1997  | Kitt Peak         | Spacewatch           | Mitidika  | MPC                           |
| 210491               | 1997 GP2   | 7 abr 1997  | Kitt Peak         | Spacewatch           | —         | MPC                           |
| 210492               | 1997 ST9   | 28 set 1997 | Kitt Peak         | Spacewatch           | —         | MPC                           |
| 210493               | 1997 SO23  | 29 set 1997 | Kitt Peak         | Spacewatch           | —         | MPC                           |
| 210494               | 1997 SO34  | 28 set 1997 | Lake Clear        | K. A. Williams       | —         | MPC                           |
| 210495               | 1998 FK53  | 20 mar 1998 | Socorro           | LINEAR               | —         | MPC                           |
| 210496               | 1998 FP67  | 20 mar 1998 | Socorro           | LINEAR               | —         | MPC                           |
| 210497               | 1998 HH5   | 22 abr 1998 | Kitt Peak         | Spacewatch           | —         | MPC                           |
| 210498               | 1998 HZ10  | 17 abr 1998 | Kitt Peak         | Spacewatch           | —         | MPC                           |
| 210499               | 1998 HM21  | 20 abr 1998 | Socorro           | LINEAR               | —         | MPC                           |
| 210500               | 1998 HN25  | 18 abr 1998 | Kitt Peak         | Spacewatch           | —         | MPC                           |

## 210501–210600
| Designação        | Designação | Descoberta  | Descoberta          | Descobridor(es) | Categoria | Mais informações / Referência |
| Permanente        | Provisória | Data        | Local               | Descobridor(es) | Categoria | Mais informações / Referência |
| ----------------- | ---------- | ----------- | ------------------- | --------------- | --------- | ----------------------------- |
| 210501            | 1998 HG50  | 28 abr 1998 | Kitt Peak           | Spacewatch      | —         | MPC                           |
| 210502            | 1998 HK53  | 21 abr 1998 | Socorro             | LINEAR          | —         | MPC                           |
| 210503            | 1998 HF88  | 21 abr 1998 | Socorro             | LINEAR          | —         | MPC                           |
| 210504            | 1998 HZ95  | 21 abr 1998 | Socorro             | LINEAR          | —         | MPC                           |
| 210505            | 1998 HG116 | 23 abr 1998 | Socorro             | LINEAR          | —         | MPC                           |
| 210506            | 1998 KZ2   | 18 mai 1998 | Kitt Peak           | Spacewatch      | Ursula    | MPC                           |
| 210507            | 1998 KL11  | 22 mai 1998 | Kitt Peak           | Spacewatch      | —         | MPC                           |
| 210508            | 1998 MV15  | 26 jun 1998 | Kitt Peak           | Spacewatch      | —         | MPC                           |
| 210509            | 1998 MW30  | 27 jun 1998 | Kitt Peak           | Spacewatch      | —         | MPC                           |
| 210510            | 1998 NR    | 11 jul 1998 | Woomera             | F. B. Zoltowski | —         | MPC                           |
| 210511            | 1998 OX11  | 22 jul 1998 | Reedy Creek         | J. Broughton    | Pallas    | MPC                           |
| 210512            | 1998 QV5   | 23 ago 1998 | Kitt Peak           | Spacewatch      | —         | MPC                           |
| 210513            | 1998 QR70  | 24 ago 1998 | Socorro             | LINEAR          | Phocaea   | MPC                           |
| 210514            | 1998 QC86  | 24 ago 1998 | Socorro             | LINEAR          | —         | MPC                           |
| 210515            | 1998 RP15  | 15 set 1998 | Kitt Peak           | Spacewatch      | —         | MPC                           |
| 210516            | 1998 RB49  | 14 set 1998 | Socorro             | LINEAR          | —         | MPC                           |
| 210517            | 1998 RM55  | 14 set 1998 | Socorro             | LINEAR          | —         | MPC                           |
| 210518            | 1998 SX43  | 26 set 1998 | Xinglong            | SCAP            | —         | MPC                           |
| 210519            | 1998 SX44  | 25 set 1998 | Kitt Peak           | Spacewatch      | —         | MPC                           |
| 210520            | 1998 SA85  | 26 set 1998 | Socorro             | LINEAR          | —         | MPC                           |
| 210521            | 1998 SG115 | 26 set 1998 | Socorro             | LINEAR          | Phocaea   | MPC                           |
| 210522            | 1998 SL116 | 26 set 1998 | Socorro             | LINEAR          | —         | MPC                           |
| 210523            | 1998 SB171 | 25 set 1998 | Anderson Mesa       | LONEOS          | —         | MPC                           |
| 210524            | 1998 TK25  | 14 out 1998 | Kitt Peak           | Spacewatch      | —         | MPC                           |
| 210525            | 1998 UP26  | 18 out 1998 | La Silla            | E. W. Elst      | —         | MPC                           |
| 210526            | 1998 VC41  | 14 nov 1998 | Kitt Peak           | Spacewatch      | —         | MPC                           |
| 210527            | 1998 VA47  | 14 nov 1998 | Kitt Peak           | Spacewatch      | —         | MPC                           |
| 210528            | 1999 AW13  | 8 jan 1999  | Kitt Peak           | Spacewatch      | Eos       | MPC                           |
| 210529            | 1999 AF15  | 8 jan 1999  | Kitt Peak           | Spacewatch      | —         | MPC                           |
| 210530            | 1999 CD135 | 7 fev 1999  | Kitt Peak           | Spacewatch      | —         | MPC                           |
| 210531            | 1999 FB1   | 17 mar 1999 | Caussols            | ODAS            | —         | MPC                           |
| 210532 Grantmckee | 1999 FA74  | 20 mar 1999 | Apache Point        | SDSS            | —         | MPC                           |
| 210533 Seanmisner | 1999 FE74  | 20 mar 1999 | Apache Point        | SDSS            | —         | MPC                           |
| 210534            | 1999 GH3   | 7 abr 1999  | Kitt Peak           | Spacewatch      | —         | MPC                           |
| 210535            | 1999 GE14  | 14 abr 1999 | Kitt Peak           | Spacewatch      | —         | MPC                           |
| 210536            | 1999 HY6   | 19 abr 1999 | Kitt Peak           | Spacewatch      | —         | MPC                           |
| 210537            | 1999 JB123 | 13 mai 1999 | Socorro             | LINEAR          | —         | MPC                           |
| 210538            | 1999 LO3   | 9 jun 1999  | Kitt Peak           | Spacewatch      | —         | MPC                           |
| 210539            | 1999 RD    | 2 set 1999  | Modra               | Modra Obs.      | —         | MPC                           |
| 210540            | 1999 RW    | 4 set 1999  | Catalina            | CSS             | —         | MPC                           |
| 210541            | 1999 RN8   | 4 set 1999  | Kitt Peak           | Spacewatch      | —         | MPC                           |
| 210542            | 1999 RG57  | 7 set 1999  | Socorro             | LINEAR          | —         | MPC                           |
| 210543            | 1999 RR58  | 7 set 1999  | Socorro             | LINEAR          | —         | MPC                           |
| 210544            | 1999 RC70  | 7 set 1999  | Socorro             | LINEAR          | —         | MPC                           |
| 210545            | 1999 RM164 | 9 set 1999  | Socorro             | LINEAR          | —         | MPC                           |
| 210546            | 1999 RQ174 | 9 set 1999  | Socorro             | LINEAR          | —         | MPC                           |
| 210547            | 1999 RG178 | 9 set 1999  | Socorro             | LINEAR          | —         | MPC                           |
| 210548            | 1999 RY254 | 7 set 1999  | Anderson Mesa       | LONEOS          | —         | MPC                           |
| 210549            | 1999 TG3   | 4 out 1999  | Prescott            | P. G. Comba     | —         | MPC                           |
| 210550            | 1999 TH3   | 4 out 1999  | Prescott            | P. G. Comba     | —         | MPC                           |
| 210551            | 1999 TP4   | 3 out 1999  | Socorro             | LINEAR          | —         | MPC                           |
| 210552            | 1999 TA28  | 3 out 1999  | Socorro             | LINEAR          | —         | MPC                           |
| 210553            | 1999 TM29  | 4 out 1999  | Socorro             | LINEAR          | —         | MPC                           |
| 210554            | 1999 TO40  | 5 out 1999  | Catalina            | CSS             | Mitidika  | MPC                           |
| 210555            | 1999 TZ42  | 3 out 1999  | Kitt Peak           | Spacewatch      | —         | MPC                           |
| 210556            | 1999 TU46  | 4 out 1999  | Kitt Peak           | Spacewatch      | —         | MPC                           |
| 210557            | 1999 TO65  | 8 out 1999  | Kitt Peak           | Spacewatch      | Mitidika  | MPC                           |
| 210558            | 1999 TW87  | 15 out 1999 | Kitt Peak           | Spacewatch      | —         | MPC                           |
| 210559            | 1999 TA136 | 6 out 1999  | Socorro             | LINEAR          | —         | MPC                           |
| 210560            | 1999 TV150 | 7 out 1999  | Socorro             | LINEAR          | —         | MPC                           |
| 210561            | 1999 TE168 | 10 out 1999 | Socorro             | LINEAR          | —         | MPC                           |
| 210562            | 1999 TY168 | 10 out 1999 | Socorro             | LINEAR          | —         | MPC                           |
| 210563            | 1999 TD176 | 10 out 1999 | Socorro             | LINEAR          | —         | MPC                           |
| 210564            | 1999 TR195 | 12 out 1999 | Socorro             | LINEAR          | —         | MPC                           |
| 210565            | 1999 TZ201 | 13 out 1999 | Socorro             | LINEAR          | —         | MPC                           |
| 210566            | 1999 TG207 | 14 out 1999 | Socorro             | LINEAR          | Juno      | MPC                           |
| 210567            | 1999 TV214 | 15 out 1999 | Socorro             | LINEAR          | —         | MPC                           |
| 210568            | 1999 TB218 | 15 out 1999 | Socorro             | LINEAR          | —         | MPC                           |
| 210569            | 1999 TG234 | 3 out 1999  | Socorro             | LINEAR          | —         | MPC                           |
| 210570            | 1999 TK255 | 9 out 1999  | Kitt Peak           | Spacewatch      | —         | MPC                           |
| 210571            | 1999 TU257 | 9 out 1999  | Socorro             | LINEAR          | Juno      | MPC                           |
| 210572            | 1999 TV312 | 8 out 1999  | Catalina            | CSS             | —         | MPC                           |
| 210573            | 1999 UL20  | 31 out 1999 | Kitt Peak           | Spacewatch      | —         | MPC                           |
| 210574            | 1999 UY22  | 31 out 1999 | Kitt Peak           | Spacewatch      | —         | MPC                           |
| 210575            | 1999 UR31  | 31 out 1999 | Kitt Peak           | Spacewatch      | —         | MPC                           |
| 210576            | 1999 VW7   | 7 nov 1999  | Višnjan Observatory | K. Korlević     | —         | MPC                           |
| 210577            | 1999 VV31  | 3 nov 1999  | Socorro             | LINEAR          | —         | MPC                           |
| 210578            | 1999 VN64  | 4 nov 1999  | Socorro             | LINEAR          | —         | MPC                           |
| 210579            | 1999 VS65  | 4 nov 1999  | Socorro             | LINEAR          | —         | MPC                           |
| 210580            | 1999 VN74  | 5 nov 1999  | Kitt Peak           | Spacewatch      | —         | MPC                           |
| 210581            | 1999 VP102 | 9 nov 1999  | Socorro             | LINEAR          | —         | MPC                           |
| 210582            | 1999 VS157 | 14 nov 1999 | Socorro             | LINEAR          | —         | MPC                           |
| 210583            | 1999 VX182 | 9 nov 1999  | Socorro             | LINEAR          | —         | MPC                           |
| 210584            | 1999 VE189 | 15 nov 1999 | Socorro             | LINEAR          | —         | MPC                           |
| 210585            | 1999 VT191 | 9 nov 1999  | Socorro             | LINEAR          | Mitidika  | MPC                           |
| 210586            | 1999 VL224 | 5 nov 1999  | Kitt Peak           | Spacewatch      | —         | MPC                           |
| 210587            | 1999 XL12  | 5 dez 1999  | Socorro             | LINEAR          | —         | MPC                           |
| 210588            | 1999 XB28  | 6 dez 1999  | Socorro             | LINEAR          | —         | MPC                           |
| 210589            | 1999 XU40  | 7 dez 1999  | Socorro             | LINEAR          | —         | MPC                           |
| 210590            | 1999 XA51  | 7 dez 1999  | Socorro             | LINEAR          | —         | MPC                           |
| 210591            | 1999 XH70  | 7 dez 1999  | Socorro             | LINEAR          | —         | MPC                           |
| 210592            | 1999 XW97  | 7 dez 1999  | Socorro             | LINEAR          | —         | MPC                           |
| 210593            | 1999 XP109 | 4 dez 1999  | Catalina            | CSS             | —         | MPC                           |
| 210594            | 1999 XY123 | 7 dez 1999  | Catalina            | CSS             | —         | MPC                           |
| 210595            | 1999 XA147 | 7 dez 1999  | Kitt Peak           | Spacewatch      | —         | MPC                           |
| 210596            | 1999 XC239 | 7 dez 1999  | Kitt Peak           | Spacewatch      | —         | MPC                           |
| 210597            | 1999 XQ240 | 8 dez 1999  | Catalina            | CSS             | —         | MPC                           |
| 210598            | 1999 XG241 | 12 dez 1999 | Catalina            | CSS             | —         | MPC                           |
| 210599            | 1999 YG6   | 30 dez 1999 | Socorro             | LINEAR          | —         | MPC                           |
| 210600            | 2000 AM1   | 2 jan 2000  | Socorro             | LINEAR          | —         | MPC                           |

## 210601–210700
| Designação         | Designação | Descoberta  | Descoberta    | Descobridor(es)        | Categoria | Mais informações / Referência |
| Permanente         | Provisória | Data        | Local         | Descobridor(es)        | Categoria | Mais informações / Referência |
| ------------------ | ---------- | ----------- | ------------- | ---------------------- | --------- | ----------------------------- |
| 210601             | 2000 AJ4   | 3 jan 2000  | Kitt Peak     | Spacewatch             | —         | MPC                           |
| 210602             | 2000 AO21  | 3 jan 2000  | Socorro       | LINEAR                 | —         | MPC                           |
| 210603             | 2000 AD48  | 4 jan 2000  | Grasslands    | J. McGaha              | —         | MPC                           |
| 210604             | 2000 AW68  | 5 jan 2000  | Socorro       | LINEAR                 | —         | MPC                           |
| 210605             | 2000 AD79  | 5 jan 2000  | Socorro       | LINEAR                 | —         | MPC                           |
| 210606             | 2000 AB82  | 5 jan 2000  | Socorro       | LINEAR                 | Koronis   | MPC                           |
| 210607             | 2000 AF115 | 5 jan 2000  | Socorro       | LINEAR                 | —         | MPC                           |
| 210608             | 2000 AC230 | 3 jan 2000  | Socorro       | LINEAR                 | —         | MPC                           |
| 210609             | 2000 AF238 | 6 jan 2000  | Socorro       | LINEAR                 | —         | MPC                           |
| 210610             | 2000 BQ9   | 26 jan 2000 | Kitt Peak     | Spacewatch             | Mitidika  | MPC                           |
| 210611             | 2000 BH20  | 26 jan 2000 | Kitt Peak     | Spacewatch             | —         | MPC                           |
| 210612             | 2000 CD8   | 2 fev 2000  | Socorro       | LINEAR                 | —         | MPC                           |
| 210613             | 2000 CO78  | 8 fev 2000  | Kitt Peak     | Spacewatch             | —         | MPC                           |
| 210614             | 2000 CK81  | 4 fev 2000  | Socorro       | LINEAR                 | —         | MPC                           |
| 210615             | 2000 DW8   | 26 fev 2000 | Kitt Peak     | Spacewatch             | —         | MPC                           |
| 210616             | 2000 DO24  | 29 fev 2000 | Socorro       | LINEAR                 | —         | MPC                           |
| 210617             | 2000 DG33  | 29 fev 2000 | Socorro       | LINEAR                 | —         | MPC                           |
| 210618             | 2000 DN45  | 29 fev 2000 | Socorro       | LINEAR                 | —         | MPC                           |
| 210619             | 2000 DQ55  | 29 fev 2000 | Socorro       | LINEAR                 | —         | MPC                           |
| 210620             | 2000 DJ115 | 27 fev 2000 | Kitt Peak     | Spacewatch             | —         | MPC                           |
| 210621             | 2000 EB16  | 3 mar 2000  | Kitt Peak     | Spacewatch             | —         | MPC                           |
| 210622             | 2000 EB18  | 4 mar 2000  | Socorro       | LINEAR                 | —         | MPC                           |
| 210623             | 2000 EN28  | 4 mar 2000  | Socorro       | LINEAR                 | —         | MPC                           |
| 210624             | 2000 EX43  | 8 mar 2000  | Socorro       | LINEAR                 | —         | MPC                           |
| 210625             | 2000 EC94  | 9 mar 2000  | Socorro       | LINEAR                 | —         | MPC                           |
| 210626             | 2000 ET100 | 12 mar 2000 | Kitt Peak     | Spacewatch             | —         | MPC                           |
| 210627             | 2000 EC102 | 14 mar 2000 | Kitt Peak     | Spacewatch             | —         | MPC                           |
| 210628             | 2000 EG150 | 5 mar 2000  | Haleakala     | NEAT                   | —         | MPC                           |
| 210629             | 2000 EQ153 | 6 mar 2000  | Haleakala     | NEAT                   | —         | MPC                           |
| 210630             | 2000 EJ163 | 3 mar 2000  | Socorro       | LINEAR                 | —         | MPC                           |
| 210631             | 2000 EZ199 | 1 mar 2000  | Catalina      | CSS                    | —         | MPC                           |
| 210632             | 2000 FF33  | 29 mar 2000 | Socorro       | LINEAR                 | —         | MPC                           |
| 210633             | 2000 FK41  | 29 mar 2000 | Socorro       | LINEAR                 | —         | MPC                           |
| 210634             | 2000 FM47  | 29 mar 2000 | Socorro       | LINEAR                 | —         | MPC                           |
| 210635             | 2000 GQ7   | 4 abr 2000  | Anderson Mesa | LONEOS                 | —         | MPC                           |
| 210636             | 2000 GT12  | 5 abr 2000  | Socorro       | LINEAR                 | —         | MPC                           |
| 210637             | 2000 GL16  | 5 abr 2000  | Socorro       | LINEAR                 | —         | MPC                           |
| 210638             | 2000 GT31  | 5 abr 2000  | Socorro       | LINEAR                 | —         | MPC                           |
| 210639             | 2000 GU50  | 5 abr 2000  | Socorro       | LINEAR                 | —         | MPC                           |
| 210640             | 2000 GW61  | 5 abr 2000  | Socorro       | LINEAR                 | —         | MPC                           |
| 210641             | 2000 GA116 | 8 abr 2000  | Socorro       | LINEAR                 | —         | MPC                           |
| 210642             | 2000 GL137 | 14 abr 2000 | Prescott      | P. G. Comba            | —         | MPC                           |
| 210643             | 2000 GM151 | 5 abr 2000  | Socorro       | LINEAR                 | —         | MPC                           |
| 210644             | 2000 HS10  | 27 abr 2000 | Socorro       | LINEAR                 | —         | MPC                           |
| 210645             | 2000 HH20  | 29 abr 2000 | Kitt Peak     | Spacewatch             | —         | MPC                           |
| 210646             | 2000 HM23  | 30 abr 2000 | Socorro       | LINEAR                 | —         | MPC                           |
| 210647             | 2000 HZ61  | 25 abr 2000 | Anderson Mesa | LONEOS                 | —         | MPC                           |
| 210648             | 2000 HL75  | 27 abr 2000 | Socorro       | LINEAR                 | —         | MPC                           |
| 210649             | 2000 HG80  | 28 abr 2000 | Anderson Mesa | LONEOS                 | —         | MPC                           |
| 210650             | 2000 JO6   | 4 mai 2000  | Socorro       | LINEAR                 | —         | MPC                           |
| 210651             | 2000 JX7   | 5 mai 2000  | Kitt Peak     | Spacewatch             | —         | MPC                           |
| 210652             | 2000 JL83  | 6 mai 2000  | Kitt Peak     | Spacewatch             | —         | MPC                           |
| 210653             | 2000 KX8   | 28 mai 2000 | Socorro       | LINEAR                 | —         | MPC                           |
| 210654             | 2000 KS13  | 28 mai 2000 | Socorro       | LINEAR                 | —         | MPC                           |
| 210655             | 2000 NQ7   | 4 jul 2000  | Kitt Peak     | Spacewatch             | —         | MPC                           |
| 210656             | 2000 OA23  | 23 jul 2000 | Socorro       | LINEAR                 | —         | MPC                           |
| 210657             | 2000 OL34  | 30 jul 2000 | Socorro       | LINEAR                 | —         | MPC                           |
| 210658             | 2000 PQ21  | 1 ago 2000  | Socorro       | LINEAR                 | —         | MPC                           |
| 210659             | 2000 QG11  | 24 ago 2000 | Socorro       | LINEAR                 | —         | MPC                           |
| 210660             | 2000 QG23  | 25 ago 2000 | Socorro       | LINEAR                 | —         | MPC                           |
| 210661             | 2000 QG26  | 26 ago 2000 | Ondřejov      | P. Kušnirák, P. Pravec | —         | MPC                           |
| 210662             | 2000 QU31  | 26 ago 2000 | Socorro       | LINEAR                 | —         | MPC                           |
| 210663             | 2000 QS66  | 28 ago 2000 | Socorro       | LINEAR                 | —         | MPC                           |
| 210664             | 2000 QB68  | 28 ago 2000 | Socorro       | LINEAR                 | —         | MPC                           |
| 210665             | 2000 QG83  | 24 ago 2000 | Socorro       | LINEAR                 | —         | MPC                           |
| 210666             | 2000 QW94  | 26 ago 2000 | Socorro       | LINEAR                 | Ursula    | MPC                           |
| 210667             | 2000 QG100 | 28 ago 2000 | Socorro       | LINEAR                 | —         | MPC                           |
| 210668             | 2000 QS100 | 28 ago 2000 | Socorro       | LINEAR                 | —         | MPC                           |
| 210669             | 2000 QK117 | 28 ago 2000 | Socorro       | LINEAR                 | —         | MPC                           |
| 210670             | 2000 QW166 | 31 ago 2000 | Socorro       | LINEAR                 | —         | MPC                           |
| 210671             | 2000 QR172 | 31 ago 2000 | Socorro       | LINEAR                 | —         | MPC                           |
| 210672             | 2000 QZ188 | 26 ago 2000 | Socorro       | LINEAR                 | —         | MPC                           |
| 210673             | 2000 QQ198 | 29 ago 2000 | Socorro       | LINEAR                 | —         | MPC                           |
| 210674             | 2000 QO205 | 31 ago 2000 | Socorro       | LINEAR                 | —         | MPC                           |
| 210675             | 2000 QF213 | 31 ago 2000 | Socorro       | LINEAR                 | —         | MPC                           |
| 210676             | 2000 QB217 | 31 ago 2000 | Socorro       | LINEAR                 | —         | MPC                           |
| 210677             | 2000 RB4   | 1 set 2000  | Socorro       | LINEAR                 | —         | MPC                           |
| 210678             | 2000 RK37  | 3 set 2000  | Socorro       | LINEAR                 | —         | MPC                           |
| 210679             | 2000 RV40  | 3 set 2000  | Socorro       | LINEAR                 | —         | MPC                           |
| 210680             | 2000 RK64  | 1 set 2000  | Socorro       | LINEAR                 | —         | MPC                           |
| 210681             | 2000 RD74  | 2 set 2000  | Socorro       | LINEAR                 | —         | MPC                           |
| 210682             | 2000 RQ78  | 8 set 2000  | Kitt Peak     | Spacewatch             | —         | MPC                           |
| 210683             | 2000 RL85  | 2 set 2000  | Anderson Mesa | LONEOS                 | —         | MPC                           |
| 210684             | 2000 RX91  | 3 set 2000  | Socorro       | LINEAR                 | —         | MPC                           |
| 210685             | 2000 RE92  | 3 set 2000  | Socorro       | LINEAR                 | —         | MPC                           |
| 210686 Scottnorris | 2000 RR107 | 3 set 2000  | Apache Point  | SDSS                   | Brangane  | MPC                           |
| 210687             | 2000 SO    | 19 set 2000 | Kitt Peak     | Spacewatch             | —         | MPC                           |
| 210688             | 2000 SZ26  | 23 set 2000 | Socorro       | LINEAR                 | —         | MPC                           |
| 210689             | 2000 SG30  | 24 set 2000 | Socorro       | LINEAR                 | —         | MPC                           |
| 210690             | 2000 SV38  | 24 set 2000 | Socorro       | LINEAR                 | —         | MPC                           |
| 210691             | 2000 SB59  | 24 set 2000 | Socorro       | LINEAR                 | —         | MPC                           |
| 210692             | 2000 SU60  | 24 set 2000 | Socorro       | LINEAR                 | —         | MPC                           |
| 210693             | 2000 SV60  | 24 set 2000 | Socorro       | LINEAR                 | —         | MPC                           |
| 210694             | 2000 SK62  | 24 set 2000 | Socorro       | LINEAR                 | —         | MPC                           |
| 210695             | 2000 SY74  | 24 set 2000 | Socorro       | LINEAR                 | —         | MPC                           |
| 210696             | 2000 SD78  | 24 set 2000 | Socorro       | LINEAR                 | —         | MPC                           |
| 210697             | 2000 SQ80  | 24 set 2000 | Socorro       | LINEAR                 | —         | MPC                           |
| 210698             | 2000 SM94  | 23 set 2000 | Socorro       | LINEAR                 | —         | MPC                           |
| 210699             | 2000 SX101 | 24 set 2000 | Socorro       | LINEAR                 | —         | MPC                           |
| 210700             | 2000 SQ105 | 24 set 2000 | Socorro       | LINEAR                 | —         | MPC                           |

## 210701–210800
| Designação | Designação | Descoberta  | Descoberta          | Descobridor(es) | Categoria | Mais informações / Referência |
| Permanente | Provisória | Data        | Local               | Descobridor(es) | Categoria | Mais informações / Referência |
| ---------- | ---------- | ----------- | ------------------- | --------------- | --------- | ----------------------------- |
| 210701     | 2000 SA116 | 24 set 2000 | Socorro             | LINEAR          | —         | MPC                           |
| 210702     | 2000 SQ124 | 24 set 2000 | Socorro             | LINEAR          | —         | MPC                           |
| 210703     | 2000 SS139 | 23 set 2000 | Socorro             | LINEAR          | —         | MPC                           |
| 210704     | 2000 SB146 | 24 set 2000 | Socorro             | LINEAR          | —         | MPC                           |
| 210705     | 2000 SY155 | 24 set 2000 | Socorro             | LINEAR          | —         | MPC                           |
| 210706     | 2000 SR157 | 27 set 2000 | Socorro             | LINEAR          | —         | MPC                           |
| 210707     | 2000 SD159 | 27 set 2000 | Kitt Peak           | Spacewatch      | —         | MPC                           |
| 210708     | 2000 SU164 | 28 set 2000 | Socorro             | LINEAR          | —         | MPC                           |
| 210709     | 2000 SH190 | 23 set 2000 | Kitt Peak           | Spacewatch      | —         | MPC                           |
| 210710     | 2000 SD194 | 24 set 2000 | Socorro             | LINEAR          | —         | MPC                           |
| 210711     | 2000 SB200 | 24 set 2000 | Socorro             | LINEAR          | —         | MPC                           |
| 210712     | 2000 SB201 | 24 set 2000 | Socorro             | LINEAR          | —         | MPC                           |
| 210713     | 2000 SQ204 | 24 set 2000 | Socorro             | LINEAR          | Mitidika  | MPC                           |
| 210714     | 2000 SW212 | 25 set 2000 | Socorro             | LINEAR          | —         | MPC                           |
| 210715     | 2000 SU214 | 26 set 2000 | Socorro             | LINEAR          | Ursula    | MPC                           |
| 210716     | 2000 SP246 | 24 set 2000 | Socorro             | LINEAR          | —         | MPC                           |
| 210717     | 2000 SR250 | 24 set 2000 | Socorro             | LINEAR          | —         | MPC                           |
| 210718     | 2000 ST252 | 24 set 2000 | Socorro             | LINEAR          | —         | MPC                           |
| 210719     | 2000 SW277 | 30 set 2000 | Socorro             | LINEAR          | —         | MPC                           |
| 210720     | 2000 SA286 | 24 set 2000 | Socorro             | LINEAR          | —         | MPC                           |
| 210721     | 2000 SQ303 | 28 set 2000 | Socorro             | LINEAR          | —         | MPC                           |
| 210722     | 2000 SZ306 | 30 set 2000 | Socorro             | LINEAR          | —         | MPC                           |
| 210723     | 2000 SQ308 | 30 set 2000 | Socorro             | LINEAR          | —         | MPC                           |
| 210724     | 2000 SE335 | 26 set 2000 | Haleakala           | NEAT            | —         | MPC                           |
| 210725     | 2000 SG335 | 26 set 2000 | Socorro             | LINEAR          | —         | MPC                           |
| 210726     | 2000 SN337 | 25 set 2000 | Kitt Peak           | Spacewatch      | —         | MPC                           |
| 210727     | 2000 SF364 | 20 set 2000 | Socorro             | LINEAR          | —         | MPC                           |
| 210728     | 2000 TL6   | 1 out 2000  | Socorro             | LINEAR          | Ursula    | MPC                           |
| 210729     | 2000 TG8   | 1 out 2000  | Socorro             | LINEAR          | —         | MPC                           |
| 210730     | 2000 TS14  | 1 out 2000  | Socorro             | LINEAR          | —         | MPC                           |
| 210731     | 2000 TZ16  | 1 out 2000  | Socorro             | LINEAR          | —         | MPC                           |
| 210732     | 2000 TF23  | 1 out 2000  | Socorro             | LINEAR          | —         | MPC                           |
| 210733     | 2000 TZ23  | 2 out 2000  | Socorro             | LINEAR          | Brangane  | MPC                           |
| 210734     | 2000 TJ36  | 6 out 2000  | Anderson Mesa       | LONEOS          | —         | MPC                           |
| 210735     | 2000 TA38  | 1 out 2000  | Socorro             | LINEAR          | —         | MPC                           |
| 210736     | 2000 TQ65  | 1 out 2000  | Socorro             | LINEAR          | —         | MPC                           |
| 210737     | 2000 UC1   | 21 out 2000 | Višnjan Observatory | K. Korlević     | —         | MPC                           |
| 210738     | 2000 US15  | 27 out 2000 | Kitt Peak           | Spacewatch      | —         | MPC                           |
| 210739     | 2000 UD17  | 24 out 2000 | Socorro             | LINEAR          | —         | MPC                           |
| 210740     | 2000 UA43  | 24 out 2000 | Socorro             | LINEAR          | —         | MPC                           |
| 210741     | 2000 UW65  | 25 out 2000 | Socorro             | LINEAR          | —         | MPC                           |
| 210742     | 2000 UV66  | 25 out 2000 | Socorro             | LINEAR          | —         | MPC                           |
| 210743     | 2000 UX71  | 25 out 2000 | Socorro             | LINEAR          | —         | MPC                           |
| 210744     | 2000 UE75  | 31 out 2000 | Socorro             | LINEAR          | —         | MPC                           |
| 210745     | 2000 UY91  | 25 out 2000 | Socorro             | LINEAR          | —         | MPC                           |
| 210746     | 2000 US104 | 25 out 2000 | Socorro             | LINEAR          | —         | MPC                           |
| 210747     | 2000 UD112 | 30 out 2000 | Socorro             | LINEAR          | —         | MPC                           |
| 210748     | 2000 UT114 | 25 out 2000 | Socorro             | LINEAR          | —         | MPC                           |
| 210749     | 2000 VL8   | 1 nov 2000  | Socorro             | LINEAR          | —         | MPC                           |
| 210750     | 2000 VO12  | 1 nov 2000  | Socorro             | LINEAR          | —         | MPC                           |
| 210751     | 2000 VZ23  | 1 nov 2000  | Socorro             | LINEAR          | —         | MPC                           |
| 210752     | 2000 VV47  | 1 nov 2000  | Socorro             | LINEAR          | —         | MPC                           |
| 210753     | 2000 VU51  | 3 nov 2000  | Socorro             | LINEAR          | —         | MPC                           |
| 210754     | 2000 VF57  | 3 nov 2000  | Socorro             | LINEAR          | —         | MPC                           |
| 210755     | 2000 WE15  | 20 nov 2000 | Socorro             | LINEAR          | —         | MPC                           |
| 210756     | 2000 WT15  | 21 nov 2000 | Socorro             | LINEAR          | —         | MPC                           |
| 210757     | 2000 WK26  | 25 nov 2000 | Socorro             | LINEAR          | —         | MPC                           |
| 210758     | 2000 WR73  | 20 nov 2000 | Socorro             | LINEAR          | —         | MPC                           |
| 210759     | 2000 WW77  | 20 nov 2000 | Socorro             | LINEAR          | —         | MPC                           |
| 210760     | 2000 WW88  | 21 nov 2000 | Socorro             | LINEAR          | —         | MPC                           |
| 210761     | 2000 WT92  | 21 nov 2000 | Socorro             | LINEAR          | —         | MPC                           |
| 210762     | 2000 WY97  | 21 nov 2000 | Socorro             | LINEAR          | —         | MPC                           |
| 210763     | 2000 WL111 | 20 nov 2000 | Socorro             | LINEAR          | —         | MPC                           |
| 210764     | 2000 WZ134 | 19 nov 2000 | Socorro             | LINEAR          | —         | MPC                           |
| 210765     | 2000 WS160 | 20 nov 2000 | Anderson Mesa       | LONEOS          | —         | MPC                           |
| 210766     | 2000 WU188 | 18 nov 2000 | Anderson Mesa       | LONEOS          | —         | MPC                           |
| 210767     | 2000 XY20  | 4 dez 2000  | Socorro             | LINEAR          | —         | MPC                           |
| 210768     | 2000 XR53  | 4 dez 2000  | Uccle               | T. Pauwels      | —         | MPC                           |
| 210769     | 2000 YC43  | 30 dez 2000 | Socorro             | LINEAR          | —         | MPC                           |
| 210770     | 2000 YL65  | 16 dez 2000 | Kitt Peak           | Spacewatch      | —         | MPC                           |
| 210771     | 2000 YP128 | 29 dez 2000 | Haleakala           | NEAT            | —         | MPC                           |
| 210772     | 2001 AN8   | 2 jan 2001  | Socorro             | LINEAR          | —         | MPC                           |
| 210773     | 2001 AL19  | 4 jan 2001  | Socorro             | LINEAR          | Juno      | MPC                           |
| 210774     | 2001 AO31  | 4 jan 2001  | Socorro             | LINEAR          | —         | MPC                           |
| 210775     | 2001 AS43  | 3 jan 2001  | Socorro             | LINEAR          | —         | MPC                           |
| 210776     | 2001 BV21  | 20 jan 2001 | Socorro             | LINEAR          | —         | MPC                           |
| 210777     | 2001 BU24  | 20 jan 2001 | Socorro             | LINEAR          | —         | MPC                           |
| 210778     | 2001 BJ37  | 21 jan 2001 | Socorro             | LINEAR          | —         | MPC                           |
| 210779     | 2001 BF59  | 21 jan 2001 | Socorro             | LINEAR          | Phocaea   | MPC                           |
| 210780     | 2001 BK82  | 21 jan 2001 | Socorro             | LINEAR          | —         | MPC                           |
| 210781     | 2001 CP21  | 1 fev 2001  | Anderson Mesa       | LONEOS          | —         | MPC                           |
| 210782     | 2001 DK1   | 16 fev 2001 | Kitt Peak           | Spacewatch      | —         | MPC                           |
| 210783     | 2001 DK22  | 16 fev 2001 | Socorro             | LINEAR          | Juno      | MPC                           |
| 210784     | 2001 DZ33  | 17 fev 2001 | Socorro             | LINEAR          | —         | MPC                           |
| 210785     | 2001 DX39  | 19 fev 2001 | Socorro             | LINEAR          | —         | MPC                           |
| 210786     | 2001 DP60  | 19 fev 2001 | Socorro             | LINEAR          | —         | MPC                           |
| 210787     | 2001 DJ77  | 16 fev 2001 | Kitt Peak           | Spacewatch      | —         | MPC                           |
| 210788     | 2001 DW77  | 22 fev 2001 | Kitt Peak           | Spacewatch      | —         | MPC                           |
| 210789     | 2001 DH88  | 24 fev 2001 | Haleakala           | NEAT            | Juno      | MPC                           |
| 210790     | 2001 DE96  | 17 fev 2001 | Socorro             | LINEAR          | —         | MPC                           |
| 210791     | 2001 EL5   | 2 mar 2001  | Anderson Mesa       | LONEOS          | —         | MPC                           |
| 210792     | 2001 EA11  | 2 mar 2001  | Haleakala           | NEAT            | —         | MPC                           |
| 210793     | 2001 EC17  | 14 mar 2001 | Socorro             | LINEAR          | Juno      | MPC                           |
| 210794     | 2001 ES18  | 14 mar 2001 | Anderson Mesa       | LONEOS          | —         | MPC                           |
| 210795     | 2001 FL    | 16 mar 2001 | Socorro             | LINEAR          | —         | MPC                           |
| 210796     | 2001 FC6   | 19 mar 2001 | Socorro             | LINEAR          | —         | MPC                           |
| 210797     | 2001 FS7   | 20 mar 2001 | Kitt Peak           | Spacewatch      | —         | MPC                           |
| 210798     | 2001 FW27  | 18 mar 2001 | Socorro             | LINEAR          | —         | MPC                           |
| 210799     | 2001 FK29  | 21 mar 2001 | Socorro             | LINEAR          | —         | MPC                           |
| 210800     | 2001 FB76  | 19 mar 2001 | Socorro             | LINEAR          | —         | MPC                           |

## 210801–210900
| Designação | Designação | Descoberta  | Descoberta       | Descobridor(es)      | Categoria | Mais informações / Referência |
| Permanente | Provisória | Data        | Local            | Descobridor(es)      | Categoria | Mais informações / Referência |
| ---------- | ---------- | ----------- | ---------------- | -------------------- | --------- | ----------------------------- |
| 210801     | 2001 FS110 | 18 mar 2001 | Socorro          | LINEAR               | —         | MPC                           |
| 210802     | 2001 FG137 | 21 mar 2001 | Anderson Mesa    | LONEOS               | —         | MPC                           |
| 210803     | 2001 FM167 | 19 mar 2001 | Socorro          | LINEAR               | Juno      | MPC                           |
| 210804     | 2001 FZ189 | 18 mar 2001 | Anderson Mesa    | LONEOS               | —         | MPC                           |
| 210805     | 2001 GO7   | 15 abr 2001 | Socorro          | LINEAR               | —         | MPC                           |
| 210806     | 2001 HN40  | 27 abr 2001 | Socorro          | LINEAR               | —         | MPC                           |
| 210807     | 2001 HQ40  | 27 abr 2001 | Socorro          | LINEAR               | —         | MPC                           |
| 210808     | 2001 HO66  | 24 abr 2001 | Haleakala        | NEAT                 | —         | MPC                           |
| 210809     | 2001 JQ9   | 15 mai 2001 | Haleakala        | NEAT                 | —         | MPC                           |
| 210810     | 2001 KS    | 17 mai 2001 | Socorro          | LINEAR               | —         | MPC                           |
| 210811     | 2001 KC14  | 18 mai 2001 | Socorro          | LINEAR               | —         | MPC                           |
| 210812     | 2001 KW19  | 22 mai 2001 | Socorro          | LINEAR               | —         | MPC                           |
| 210813     | 2001 KV22  | 17 mai 2001 | Socorro          | LINEAR               | —         | MPC                           |
| 210814     | 2001 KZ31  | 23 mai 2001 | Socorro          | LINEAR               | —         | MPC                           |
| 210815     | 2001 KM43  | 22 mai 2001 | Socorro          | LINEAR               | —         | MPC                           |
| 210816     | 2001 KH62  | 18 mai 2001 | Socorro          | LINEAR               | —         | MPC                           |
| 210817     | 2001 KY74  | 28 mai 2001 | Haleakala        | NEAT                 | —         | MPC                           |
| 210818     | 2001 LL7   | 15 jun 2001 | Socorro          | LINEAR               | —         | MPC                           |
| 210819     | 2001 MH10  | 18 jun 2001 | Palomar          | NEAT                 | —         | MPC                           |
| 210820     | 2001 NY3   | 13 jul 2001 | Palomar          | NEAT                 | —         | MPC                           |
| 210821     | 2001 NN5   | 13 jul 2001 | Palomar          | NEAT                 | Eos       | MPC                           |
| 210822     | 2001 NJ11  | 14 jul 2001 | Haleakala        | NEAT                 | —         | MPC                           |
| 210823     | 2001 NV17  | 14 jul 2001 | Haleakala        | NEAT                 | —         | MPC                           |
| 210824     | 2001 NJ18  | 12 jul 2001 | Palomar          | NEAT                 | —         | MPC                           |
| 210825     | 2001 NL18  | 12 jul 2001 | Palomar          | NEAT                 | —         | MPC                           |
| 210826     | 2001 OV17  | 17 jul 2001 | Haleakala        | NEAT                 | —         | MPC                           |
| 210827     | 2001 OL22  | 19 jul 2001 | OCA-Anza         | M. White, M. Collins | —         | MPC                           |
| 210828     | 2001 OP37  | 20 jul 2001 | Palomar          | NEAT                 | —         | MPC                           |
| 210829     | 2001 OV45  | 16 jul 2001 | Anderson Mesa    | LONEOS               | —         | MPC                           |
| 210830     | 2001 OZ52  | 21 jul 2001 | Palomar          | NEAT                 | —         | MPC                           |
| 210831     | 2001 OB84  | 17 jul 2001 | Siding Spring    | R. H. McNaught       | —         | MPC                           |
| 210832     | 2001 PG5   | 9 ago 2001  | Palomar          | NEAT                 | —         | MPC                           |
| 210833     | 2001 PQ5   | 10 ago 2001 | Palomar          | NEAT                 | —         | MPC                           |
| 210834     | 2001 PR39  | 11 ago 2001 | Haleakala        | NEAT                 | —         | MPC                           |
| 210835     | 2001 PO41  | 11 ago 2001 | Palomar          | NEAT                 | —         | MPC                           |
| 210836     | 2001 PB46  | 12 ago 2001 | Palomar          | NEAT                 | Eos       | MPC                           |
| 210837     | 2001 PT46  | 13 ago 2001 | Palomar          | NEAT                 | —         | MPC                           |
| 210838     | 2001 PR62  | 13 ago 2001 | Haleakala        | NEAT                 | —         | MPC                           |
| 210839     | 2001 QY15  | 16 ago 2001 | Socorro          | LINEAR               | —         | MPC                           |
| 210840     | 2001 QQ87  | 21 ago 2001 | Haleakala        | NEAT                 | —         | MPC                           |
| 210841     | 2001 QE107 | 23 ago 2001 | Socorro          | LINEAR               | Eos       | MPC                           |
| 210842     | 2001 QJ126 | 20 ago 2001 | Socorro          | LINEAR               | —         | MPC                           |
| 210843     | 2001 QE146 | 25 ago 2001 | Kitt Peak        | Spacewatch           | —         | MPC                           |
| 210844     | 2001 QK184 | 21 ago 2001 | Socorro          | LINEAR               | —         | MPC                           |
| 210845     | 2001 QA192 | 22 ago 2001 | Haleakala        | NEAT                 | —         | MPC                           |
| 210846     | 2001 QF211 | 23 ago 2001 | Anderson Mesa    | LONEOS               | —         | MPC                           |
| 210847     | 2001 QY214 | 23 ago 2001 | Anderson Mesa    | LONEOS               | Brangane  | MPC                           |
| 210848     | 2001 QD241 | 24 ago 2001 | Socorro          | LINEAR               | —         | MPC                           |
| 210849     | 2001 QD253 | 25 ago 2001 | Socorro          | LINEAR               | —         | MPC                           |
| 210850     | 2001 QX267 | 20 ago 2001 | Socorro          | LINEAR               | —         | MPC                           |
| 210851     | 2001 QD275 | 19 ago 2001 | Socorro          | LINEAR               | Eos       | MPC                           |
| 210852     | 2001 QN283 | 18 ago 2001 | Palomar          | NEAT                 | —         | MPC                           |
| 210853     | 2001 QJ290 | 16 ago 2001 | Socorro          | LINEAR               | —         | MPC                           |
| 210854     | 2001 QE317 | 20 ago 2001 | Cerro Tololo     | M. W. Buie           | —         | MPC                           |
| 210855     | 2001 RU24  | 7 set 2001  | Socorro          | LINEAR               | Maria     | MPC                           |
| 210856     | 2001 RN30  | 7 set 2001  | Socorro          | LINEAR               | —         | MPC                           |
| 210857     | 2001 RU36  | 8 set 2001  | Socorro          | LINEAR               | —         | MPC                           |
| 210858     | 2001 RM41  | 11 set 2001 | Socorro          | LINEAR               | Ursula    | MPC                           |
| 210859     | 2001 RQ41  | 11 set 2001 | Socorro          | LINEAR               | —         | MPC                           |
| 210860     | 2001 RV41  | 11 set 2001 | Socorro          | LINEAR               | —         | MPC                           |
| 210861     | 2001 RF46  | 12 set 2001 | Goodricke-Pigott | R. A. Tucker         | —         | MPC                           |
| 210862     | 2001 RF53  | 12 set 2001 | Socorro          | LINEAR               | —         | MPC                           |
| 210863     | 2001 RS60  | 12 set 2001 | Socorro          | LINEAR               | —         | MPC                           |
| 210864     | 2001 RG62  | 12 set 2001 | Socorro          | LINEAR               | Maria     | MPC                           |
| 210865     | 2001 RM84  | 11 set 2001 | Anderson Mesa    | LONEOS               | —         | MPC                           |
| 210866     | 2001 RB85  | 11 set 2001 | Anderson Mesa    | LONEOS               | —         | MPC                           |
| 210867     | 2001 RM99  | 12 set 2001 | Socorro          | LINEAR               | —         | MPC                           |
| 210868     | 2001 RO108 | 12 set 2001 | Socorro          | LINEAR               | —         | MPC                           |
| 210869     | 2001 RE112 | 12 set 2001 | Socorro          | LINEAR               | —         | MPC                           |
| 210870     | 2001 RE118 | 12 set 2001 | Socorro          | LINEAR               | —         | MPC                           |
| 210871     | 2001 RY124 | 12 set 2001 | Socorro          | LINEAR               | —         | MPC                           |
| 210872     | 2001 RL126 | 12 set 2001 | Socorro          | LINEAR               | —         | MPC                           |
| 210873     | 2001 RN138 | 12 set 2001 | Socorro          | LINEAR               | —         | MPC                           |
| 210874     | 2001 RH155 | 12 set 2001 | Kitt Peak        | M. W. Buie           | —         | MPC                           |
| 210875     | 2001 SK5   | 16 set 2001 | Socorro          | LINEAR               | —         | MPC                           |
| 210876     | 2001 SY13  | 16 set 2001 | Socorro          | LINEAR               | Maria     | MPC                           |
| 210877     | 2001 SR14  | 16 set 2001 | Socorro          | LINEAR               | —         | MPC                           |
| 210878     | 2001 SH32  | 16 set 2001 | Socorro          | LINEAR               | —         | MPC                           |
| 210879     | 2001 ST38  | 16 set 2001 | Socorro          | LINEAR               | —         | MPC                           |
| 210880     | 2001 SH51  | 16 set 2001 | Socorro          | LINEAR               | —         | MPC                           |
| 210881     | 2001 SN61  | 17 set 2001 | Socorro          | LINEAR               | —         | MPC                           |
| 210882     | 2001 SE72  | 17 set 2001 | Socorro          | LINEAR               | —         | MPC                           |
| 210883     | 2001 SE78  | 19 set 2001 | Socorro          | LINEAR               | —         | MPC                           |
| 210884     | 2001 SF82  | 20 set 2001 | Socorro          | LINEAR               | —         | MPC                           |
| 210885     | 2001 SO86  | 20 set 2001 | Socorro          | LINEAR               | —         | MPC                           |
| 210886     | 2001 SO87  | 20 set 2001 | Socorro          | LINEAR               | —         | MPC                           |
| 210887     | 2001 SL93  | 20 set 2001 | Socorro          | LINEAR               | Brangane  | MPC                           |
| 210888     | 2001 SA94  | 20 set 2001 | Socorro          | LINEAR               | —         | MPC                           |
| 210889     | 2001 SR105 | 20 set 2001 | Socorro          | LINEAR               | —         | MPC                           |
| 210890     | 2001 SN126 | 16 set 2001 | Socorro          | LINEAR               | Brangane  | MPC                           |
| 210891     | 2001 SV128 | 16 set 2001 | Socorro          | LINEAR               | —         | MPC                           |
| 210892     | 2001 ST132 | 16 set 2001 | Socorro          | LINEAR               | —         | MPC                           |
| 210893     | 2001 SP133 | 16 set 2001 | Socorro          | LINEAR               | —         | MPC                           |
| 210894     | 2001 SZ134 | 16 set 2001 | Socorro          | LINEAR               | —         | MPC                           |
| 210895     | 2001 SN154 | 17 set 2001 | Socorro          | LINEAR               | —         | MPC                           |
| 210896     | 2001 SD162 | 17 set 2001 | Socorro          | LINEAR               | —         | MPC                           |
| 210897     | 2001 SB166 | 19 set 2001 | Socorro          | LINEAR               | —         | MPC                           |
| 210898     | 2001 SA167 | 19 set 2001 | Socorro          | LINEAR               | —         | MPC                           |
| 210899     | 2001 SY171 | 16 set 2001 | Socorro          | LINEAR               | —         | MPC                           |
| 210900     | 2001 SL177 | 16 set 2001 | Socorro          | LINEAR               | Chimaera  | MPC                           |

## 210901–211000
| Designação        | Designação | Descoberta  | Descoberta       | Descobridor(es) | Categoria | Mais informações / Referência |
| Permanente        | Provisória | Data        | Local            | Descobridor(es) | Categoria | Mais informações / Referência |
| ----------------- | ---------- | ----------- | ---------------- | --------------- | --------- | ----------------------------- |
| 210901            | 2001 SY189 | 19 set 2001 | Socorro          | LINEAR          | —         | MPC                           |
| 210902            | 2001 SO201 | 19 set 2001 | Socorro          | LINEAR          | —         | MPC                           |
| 210903            | 2001 SD205 | 19 set 2001 | Socorro          | LINEAR          | —         | MPC                           |
| 210904            | 2001 SR218 | 19 set 2001 | Socorro          | LINEAR          | —         | MPC                           |
| 210905            | 2001 SL219 | 19 set 2001 | Socorro          | LINEAR          | —         | MPC                           |
| 210906            | 2001 SQ219 | 19 set 2001 | Socorro          | LINEAR          | —         | MPC                           |
| 210907            | 2001 SG220 | 19 set 2001 | Socorro          | LINEAR          | —         | MPC                           |
| 210908            | 2001 SS229 | 19 set 2001 | Socorro          | LINEAR          | —         | MPC                           |
| 210909            | 2001 SX229 | 19 set 2001 | Socorro          | LINEAR          | —         | MPC                           |
| 210910            | 2001 SB240 | 19 set 2001 | Socorro          | LINEAR          | —         | MPC                           |
| 210911            | 2001 SJ242 | 19 set 2001 | Socorro          | LINEAR          | Ursula    | MPC                           |
| 210912            | 2001 SR243 | 19 set 2001 | Socorro          | LINEAR          | —         | MPC                           |
| 210913            | 2001 SU250 | 19 set 2001 | Socorro          | LINEAR          | —         | MPC                           |
| 210914            | 2001 SS251 | 19 set 2001 | Socorro          | LINEAR          | —         | MPC                           |
| 210915            | 2001 SL257 | 19 set 2001 | Socorro          | LINEAR          | —         | MPC                           |
| 210916            | 2001 SP258 | 20 set 2001 | Socorro          | LINEAR          | —         | MPC                           |
| 210917            | 2001 SE263 | 25 set 2001 | Eskridge         | G. Hug          | —         | MPC                           |
| 210918            | 2001 SP273 | 19 set 2001 | Kitt Peak        | Spacewatch      | —         | MPC                           |
| 210919            | 2001 SS301 | 20 set 2001 | Socorro          | LINEAR          | —         | MPC                           |
| 210920            | 2001 SV313 | 21 set 2001 | Socorro          | LINEAR          | —         | MPC                           |
| 210921            | 2001 SA328 | 18 set 2001 | Anderson Mesa    | LONEOS          | —         | MPC                           |
| 210922            | 2001 SO336 | 20 set 2001 | Socorro          | LINEAR          | —         | MPC                           |
| 210923            | 2001 SQ336 | 20 set 2001 | Socorro          | LINEAR          | —         | MPC                           |
| 210924            | 2001 ST353 | 25 set 2001 | Socorro          | LINEAR          | —         | MPC                           |
| 210925            | 2001 TD5   | 8 out 2001  | Palomar          | NEAT            | —         | MPC                           |
| 210926            | 2001 TM10  | 13 out 2001 | Socorro          | LINEAR          | —         | MPC                           |
| 210927            | 2001 TH22  | 13 out 2001 | Socorro          | LINEAR          | —         | MPC                           |
| 210928            | 2001 TN29  | 14 out 2001 | Socorro          | LINEAR          | —         | MPC                           |
| 210929            | 2001 TP74  | 13 out 2001 | Socorro          | LINEAR          | —         | MPC                           |
| 210930            | 2001 TR101 | 15 out 2001 | Socorro          | LINEAR          | Mitidika  | MPC                           |
| 210931            | 2001 TZ125 | 12 out 2001 | Haleakalā        | NEAT            | —         | MPC                           |
| 210932            | 2001 TY160 | 11 out 2001 | Palomar          | NEAT            | —         | MPC                           |
| 210933            | 2001 TV163 | 11 out 2001 | Palomar          | NEAT            | —         | MPC                           |
| 210934            | 2001 TX172 | 13 out 2001 | Socorro          | LINEAR          | —         | MPC                           |
| 210935            | 2001 TU174 | 15 out 2001 | Socorro          | LINEAR          | —         | MPC                           |
| 210936            | 2001 TU182 | 14 out 2001 | Socorro          | LINEAR          | —         | MPC                           |
| 210937            | 2001 TH184 | 14 out 2001 | Socorro          | LINEAR          | —         | MPC                           |
| 210938            | 2001 TS188 | 14 out 2001 | Socorro          | LINEAR          | Maria     | MPC                           |
| 210939 Bödök      | 2001 TR197 | 10 out 2001 | Palomar          | NEAT            | Ursula    | MPC                           |
| 210940            | 2001 TR199 | 11 out 2001 | Socorro          | LINEAR          | —         | MPC                           |
| 210941            | 2001 TF205 | 11 out 2001 | Socorro          | LINEAR          | —         | MPC                           |
| 210942            | 2001 TT209 | 12 out 2001 | Campo Imperatore | CINEOS          | —         | MPC                           |
| 210943            | 2001 TJ228 | 15 out 2001 | Socorro          | LINEAR          | —         | MPC                           |
| 210944            | 2001 TO230 | 15 out 2001 | Socorro          | LINEAR          | —         | MPC                           |
| 210945            | 2001 TC241 | 15 out 2001 | Socorro          | LINEAR          | —         | MPC                           |
| 210946            | 2001 TL241 | 10 out 2001 | Kitt Peak        | Spacewatch      | Brangane  | MPC                           |
| 210947            | 2001 TE256 | 11 out 2001 | Socorro          | LINEAR          | —         | MPC                           |
| 210948            | 2001 UP21  | 17 out 2001 | Socorro          | LINEAR          | —         | MPC                           |
| 210949            | 2001 UT26  | 17 out 2001 | Kitt Peak        | Spacewatch      | —         | MPC                           |
| 210950            | 2001 UK43  | 17 out 2001 | Socorro          | LINEAR          | Brangane  | MPC                           |
| 210951            | 2001 UE45  | 17 out 2001 | Socorro          | LINEAR          | —         | MPC                           |
| 210952            | 2001 UR45  | 17 out 2001 | Socorro          | LINEAR          | —         | MPC                           |
| 210953            | 2001 UQ46  | 17 out 2001 | Socorro          | LINEAR          | —         | MPC                           |
| 210954            | 2001 UM60  | 17 out 2001 | Socorro          | LINEAR          | —         | MPC                           |
| 210955            | 2001 UU80  | 20 out 2001 | Socorro          | LINEAR          | Ursula    | MPC                           |
| 210956            | 2001 UG92  | 18 out 2001 | Palomar          | NEAT            | —         | MPC                           |
| 210957            | 2001 UM102 | 20 out 2001 | Socorro          | LINEAR          | —         | MPC                           |
| 210958            | 2001 UL104 | 20 out 2001 | Socorro          | LINEAR          | —         | MPC                           |
| 210959            | 2001 UD128 | 18 out 2001 | Socorro          | LINEAR          | —         | MPC                           |
| 210960            | 2001 UG128 | 18 out 2001 | Socorro          | LINEAR          | —         | MPC                           |
| 210961            | 2001 UD140 | 23 out 2001 | Socorro          | LINEAR          | —         | MPC                           |
| 210962            | 2001 UZ140 | 23 out 2001 | Socorro          | LINEAR          | —         | MPC                           |
| 210963            | 2001 UT158 | 23 out 2001 | Socorro          | LINEAR          | —         | MPC                           |
| 210964            | 2001 UK164 | 18 out 2001 | Palomar          | NEAT            | —         | MPC                           |
| 210965            | 2001 UL179 | 26 out 2001 | Palomar          | NEAT            | —         | MPC                           |
| 210966            | 2001 UJ191 | 18 out 2001 | Palomar          | NEAT            | —         | MPC                           |
| 210967            | 2001 UQ208 | 20 out 2001 | Kitt Peak        | Spacewatch      | —         | MPC                           |
| 210968            | 2001 UP210 | 21 out 2001 | Socorro          | LINEAR          | —         | MPC                           |
| 210969            | 2001 VH    | 5 nov 2001  | Needville        | Needville Obs.  | —         | MPC                           |
| 210970            | 2001 VP7   | 9 nov 2001  | Socorro          | LINEAR          | Mitidika  | MPC                           |
| 210971            | 2001 VS7   | 9 nov 2001  | Socorro          | LINEAR          | —         | MPC                           |
| 210972            | 2001 VN58  | 10 nov 2001 | Socorro          | LINEAR          | —         | MPC                           |
| 210973            | 2001 VZ59  | 10 nov 2001 | Socorro          | LINEAR          | —         | MPC                           |
| 210974            | 2001 VZ60  | 10 nov 2001 | Socorro          | LINEAR          | —         | MPC                           |
| 210975            | 2001 VE61  | 10 nov 2001 | Socorro          | LINEAR          | —         | MPC                           |
| 210976            | 2001 VK68  | 11 nov 2001 | Socorro          | LINEAR          | —         | MPC                           |
| 210977            | 2001 VV83  | 10 nov 2001 | Socorro          | LINEAR          | —         | MPC                           |
| 210978            | 2001 VW83  | 10 nov 2001 | Socorro          | LINEAR          | —         | MPC                           |
| 210979            | 2001 VG86  | 12 nov 2001 | Socorro          | LINEAR          | —         | MPC                           |
| 210980            | 2001 VP107 | 12 nov 2001 | Socorro          | LINEAR          | —         | MPC                           |
| 210981            | 2001 VW109 | 12 nov 2001 | Socorro          | LINEAR          | —         | MPC                           |
| 210982            | 2001 VZ125 | 14 nov 2001 | Kitt Peak        | Spacewatch      | Ursula    | MPC                           |
| 210983 Wadeparker | 2001 VM131 | 11 nov 2001 | Apache Point     | SDSS            | —         | MPC                           |
| 210984            | 2001 WM    | 16 nov 2001 | Kitt Peak        | Spacewatch      | —         | MPC                           |
| 210985            | 2001 WE42  | 18 nov 2001 | Socorro          | LINEAR          | Brangane  | MPC                           |
| 210986            | 2001 WZ53  | 19 nov 2001 | Socorro          | LINEAR          | —         | MPC                           |
| 210987            | 2001 WM57  | 19 nov 2001 | Socorro          | LINEAR          | —         | MPC                           |
| 210988            | 2001 WP57  | 19 nov 2001 | Socorro          | LINEAR          | Brangane  | MPC                           |
| 210989            | 2001 WP63  | 19 nov 2001 | Socorro          | LINEAR          | —         | MPC                           |
| 210990            | 2001 WN77  | 20 nov 2001 | Socorro          | LINEAR          | —         | MPC                           |
| 210991            | 2001 WK90  | 21 nov 2001 | Socorro          | LINEAR          | Flora     | MPC                           |
| 210992            | 2001 WY92  | 21 nov 2001 | Socorro          | LINEAR          | —         | MPC                           |
| 210993            | 2001 XH8   | 9 dez 2001  | Socorro          | LINEAR          | —         | MPC                           |
| 210994            | 2001 XV8   | 9 dez 2001  | Socorro          | LINEAR          | Ursula    | MPC                           |
| 210995            | 2001 XB10  | 9 dez 2001  | Socorro          | LINEAR          | —         | MPC                           |
| 210996            | 2001 XY19  | 9 dez 2001  | Socorro          | LINEAR          | —         | MPC                           |
| 210997 Guenat     | 2001 XA32  | 14 dez 2001 | Vicques          | M. Ory          | —         | MPC                           |
| 210998            | 2001 XF46  | 9 dez 2001  | Socorro          | LINEAR          | —         | MPC                           |
| 210999            | 2001 XR49  | 10 dez 2001 | Socorro          | LINEAR          | —         | MPC                           |
| 211000            | 2001 XF121 | 14 dez 2001 | Socorro          | LINEAR          | —         | MPC                           |